# 2019年の鉄道
2019年の鉄道（2019ねんのてつどう）とは、2019年（平成31年・令和元年）に起こった鉄道関係の出来事をまとめたページである。
2018年の鉄道 - 2019年の鉄道 - 2020年の鉄道

## 出来事の一覧

### 1月
- 1月1日
  -  中国鉄路
    - （新規開業）魏瓦線 魏家灘駅 - 瓦塘駅[1]

  -  三亜有軌電車
    - （新規開業） T1号線 三亜駅 - 解放路駅 (4 km)[2][3]

  -  近畿日本鉄道
    - （運賃改定） 葛城索道線[4]
- 1月2日
  -  中国鉄路
    - （新規開業）朔準線 店坪南駅 - 紅進塔駅 (214.495 km)[5]
- 1月3日
  -  中国鉄路
    - （新規開業）紅淖線 紅柳河駅 - 淖毛湖駅 (435.6 km)[6]
- 1月5日
  -  中国鉄路
    - （延伸開業）寧啓線 南通駅 - 呂四駅[7]
    - （新駅開業）石済旅客専用線 斉河駅（中国語版）[8]
    - （再開業）京哈線・津薊線 薊州駅[9]

  -  瀋陽有軌電車[10]
    - （新規開業） 4号線（中国語版） 瀋陽南駅 - 世紀大廈駅
    - （新規開業） 瀋陽有軌電車6号線 瀋陽南駅 - 桃仙機場駅
- 1月7日
  -  大邱都市鉄道公社
    - （駅名変更） 西部停留場駅 ← 聖堂池駅、青蘿の丘駅 ← 新南駅[11]
- 1月10日
  -  トリニティ・メトロ（英語版）
    - （新規開業） TEXレール（英語版） テキサス&パシフィック駅（英語版） - ダラス・フォートワース国際空港ターミナルB駅（英語版） (43.8 km) [12]
- 1月11日
  -  重慶軌道交通
    - （新駅開業） 4号線・環状線 民安大道駅（中国語版）[13]
- 1月22日
  -  サンティアゴ地下鉄
    - （新規開業） サンティアゴ地下鉄3号線（スペイン語版） ロス・リベルタドレス駅（スペイン語版） - フェルナンド・カスティーヨ・ベラスコ駅（スペイン語版） (21.7 km) [14]
- 1月23日
  -  温州軌道交通
    - （新規開業） S1号線 桐嶺駅（中国語版） - 奥体中心駅（中国語版）[15]
- 1月24日
  -  カサブランカ市電[16]
    - （延伸開業） T1系統（フランス語版） 大学駅 - リッサスファ駅
    - （新規開業） T2系統（フランス語版） アイン・ディアブ駅 - シディ・ベルヌッシ駅
- 1月25日
  -  ノイダ・メトロ（英語版）
    - （新規開業） 水色線 ノイダ51丁目駅 - 車両基地駅 (29.1 km) [17]
- 1月26日
  -  インスブルック市電[18][19]
    - （延伸開業） 2系統・5系統 ライプツィヒ広場駅 - シュッツェン通り駅 - ヨセフ＝ケルシュバウマー通り駅 (4.3 km)
- 1月31日
  -  天津地下鉄[20]
    - （延伸開業） 5号線 丹河北道駅（中国語版） - 北辰科技園北駅（中国語版）

### 2月
- 2月2日
  -  ボルドー市電（フランス語版）
    - （延伸開業） C系統（フランス語版） ヴァスラフ・アヴェル高校駅 - ヴィルナーヴ・ピレネー駅[21]
- 2月9日
  -  富山地方鉄道
    - （ナンバリング導入）富山軌道線[22]
- 2月10日
  -  チェンナイ・メトロ
    - （新規開業） ブルーライン AG-DMS駅 - ウォッシャーマンペット駅[23]
- 2月11日
  -  フィレンツェ市電
    - （新規開業） T2系統 ウニタ駅 - ペレトラ空港駅 (5.3 km)[24]

  -  アクチャライ
    - （延伸開業） アクチャライ線 セカパーク駅 - プラジョル駅[25]
- 2月18日
  -  ニューキャッスル・ライトレール
    - （新規開業） ニューキャッスル・ライトレール線 ニューキャッスル・インターチェンジ駅 - ニューキャッスル・ビーチ駅 (2.7 km) [26]
- 2月19日
  -  武漢地下鉄[27]
    - （延伸開業） 2号線 光谷広場駅 - 仏祖嶺駅
- 2月20日
  -  千葉都市モノレール[28]
    - （駅番号設定）1号線・2号線
- 2月22日
  -  伊賀鉄道
    - （路線愛称設定） 「忍者線」 （伊賀線）[29]
    - （駅名愛称設定） 「忍者市駅」 （伊賀線上野市駅）[30]

### 3月
- 3月2日
  -  東海旅客鉄道
    - （TOICA導入） 東海道本線 関ケ原駅 - 醒ケ井駅間[31]
    - （TOICA導入） 御殿場線 御殿場駅 - 下曽我駅間[31]
    - （TOICA導入） 関西本線 四日市駅 - 亀山駅間[31]

  -  愛知環状鉄道
    - （TOICA導入） 愛知環状鉄道線 岡崎駅 - 高蔵寺駅間[31]

  -  バルセロナ地下鉄
    - （新駅開業） 10号線（南線） プロベンサナ駅[32]

  -  中国鉄路
    - （駅名改称） 張家口南駅 ← 沙嶺子西駅、張家口駅 ← 張家口南駅[33]
- 3月3日
  -  京浜急行電鉄
    - （経路変更） 大師線 東門前駅 - 小島新田駅間が地下化[34]

  -  ムンバイ・モノレール
    - （延伸開業） 1号線 ワダラ車両基地駅 - ジェイコブ・サークル駅 (19.54 km) [35]

  -  アムステルダム・メトロ
    - （路線休止） 51系統 アムステルフェーン中央駅 - ウェストワイク駅（アムステルダム・トラムへの移管の予定があるため、改修工事中）[36]
- 3月4日
  -  アーメダバード・メトロ
    - （新規開業） 東西線 ヴァストラル・ガム駅 - アパレル団地駅 (6.5 km) [37]
- 3月7日
  -  ナグプール・メトロ
    - （新規開業） オレンジライン シタブルディ駅 - カプリ駅 (13.5 km) [38]
- 3月8日
  -  デリー・メトロ
    - （延伸開業） レッドライン ディルシャート公園駅 - シャヒード・スタール駅 (9.6 km) [39]
    - （延伸開業） ブルーライン ノイダ都心駅 - ノイダ電子シティ駅[40]

  -  ラクナウ・メトロ
    - （延伸開業） レッドライン 交通ナガール駅 - チャウダリー・チャラン・シン国際空港駅、チャルバグ駅 - ムンシプリア駅 (合計14.3 km) [41]
- 3月10日
  -  エストラム
    - （新規開業） 病院線 エメック駅 - 市病院駅[42]
- 3月12日
  -  マルマライ
    - （延伸開業） マルマライ線 カズルチェシメ駅 - ハルカル駅、アイルルク・チェシメシ駅 - ゲブゼ駅[43]
- 3月16日
  -  北海道旅客鉄道
    - （駅廃止） 直別駅、尺別駅、初田牛駅（根室本線）[44][45]

  -  東日本旅客鉄道
    - （新駅開業） 岩月駅（気仙沼線 最知駅 - 松岩駅間）[46]
    - （新駅開業） 唐桑大沢駅（大船渡線 八幡大橋（東陵高校）駅 - 長部駅間）
    - （新駅開業） 西下駅（大船渡線 脇ノ沢駅 - 小友駅間）[47]
    - （駅廃止） ヤナバスキー場前駅（大糸線 簗場駅 - 南神城駅間）[48]

  -  西日本旅客鉄道
    - （延伸開業） おおさか東線 放出駅 - 新大阪駅 (11.0km)[49]
    - （新駅開業） 南吹田駅、JR淡路駅、城北公園通駅、JR野江駅（おおさか東線）
    - （市内駅追加） おおさか東線 新大阪駅 - 新加美駅間を、大阪市内駅に編入。[50]
    - （新駅開業） 梅小路京都西駅（山陰本線〈嵯峨野線〉 京都駅 - 丹波口駅間）[51][52]（京都市内駅に追加）
    - （駅名改称） 寝屋川公園駅 ← 東寝屋川駅（片町線〈学研都市線〉）[53]
    - （路線廃止） 片町線（貨物支線） 鴫野駅 - 神崎川信号場（おおさか東線延伸開業に伴う）[54]
    - （ICOCA導入） 境線 米子駅 - 境港駅間

  -  九州旅客鉄道
    - （新駅開業） 糸島高校前駅（筑肥線 波多江駅 - 筑前前原駅間）[55]

  -  東武鉄道
    - （駅本設化） 東武ワールドスクウェア駅（鬼怒川線）[56]

  - ゆりかもめ
    - （駅名改称） 東京国際クルーズターミナル駅 ← 船の科学館駅、東京ビッグサイト駅 ← 国際展示場正門駅（東京臨海新交通臨海線）[57]

  -  湘南モノレール
    - 日本の鉄道会社として初めてQRコード決済サービス「PayPay」を導入[58]。

  -  富山地方鉄道
    - （新駅開業） 栄町駅（不二越線 稲荷町駅 - 不二越駅間）
    - （駅ナンバリング導入） 本線、立山線、不二越線、上滝線[59][60]

  -  フライブルク市電
    - （新規開業） ロッテクリング系統 ハインリッヒ・フォン・シュテファン通り駅 - ヨーロッパ・プラザ駅 (1.9 km) [61][62]
- 3月18日
  -  西日本旅客鉄道
    - （列車新設） 特急「らくラクはりま」新大阪駅 - 姫路駅間

  -  中国鉄路
    - （旅客取扱開始）廬銅線[63]
- 3月19日[注 1]
  -  錦川鉄道
    - （新駅開業） 清流みはらし駅（臨時駅 錦川清流線 南桑駅 - 根笠駅間）[65]
- 3月20日
  -  ハイデラバード・メトロ
    - （延伸開業） ブルーライン アメールペット駅 - ハイテックシティ駅[66]
- 3月23日
  -  東日本旅客鉄道[67]
    - （路線廃止） 山田線 釜石駅 - 宮古駅（三陸鉄道に譲渡）
    - （駅廃止） 両石駅、鵜住居駅、大槌駅、吉里吉里駅、浪板海岸駅、岩手船越駅、織笠駅、陸中山田駅、豊間根駅、津軽石駅、磯鶏駅（山田線）

  -  三陸鉄道[67]
    - （路線開業） リアス線  釜石駅 - 宮古駅（東日本旅客鉄道から譲受・山田線から改称）
    - （駅開業） 両石駅、鵜住居駅、大槌駅、吉里吉里駅、浪板海岸駅、岩手船越駅、織笠駅、陸中山田駅、豊間根駅、津軽石駅、磯鶏駅（リアス線）
    - （新駅開業） 払川駅（リアス線 豊間根駅 - 津軽石駅間）
    - （新駅開業） 八木沢・宮古短大駅（リアス線 津軽石駅 - 磯鶏駅間）
    - （案内上の路線名変更） リアス線 ← 北リアス線、南リアス線[68]（戸籍上は変更なし）

  -  マドリード地下鉄
    - （新駅開業） 7号線 アロジョフレスノ駅[69]
- 3月24日
  -  ジャカルタ都市高速鉄道[70]
    - （新規開業） 南北線 ルバック・ブルス・グラブ駅 - ブンダランHI駅 (20.1 km)
- 3月30日
  -  ハイデラバード・メトロ
    - （新駅開業） ブルーライン ペッダンマグッディ駅[71]
- 3月31日
  -  太平洋石炭販売輸送
    - （運転休止） 臨港線 春採駅 - 知人駅 (4.0 km) [72]

  -  横浜シーサイドライン
    - （延伸開業・駅移転） 金沢シーサイドライン 金沢八景駅（仮設） - 金沢八景駅（本設、京急金沢八景駅に隣接） (0.2 km) [73][74][75]

### 4月
- 4月1日
  -  北海道旅客鉄道
    - （路線廃止） 石勝線（夕張支線） 新夕張駅 - 夕張駅[76]
    - （駅廃止） 沼ノ沢駅、南清水沢駅、清水沢駅、鹿ノ谷駅、夕張駅

  -  日本貨物鉄道
    - （路線廃止） 北陸本線（敦賀港線） 敦賀駅 - 敦賀港駅[77]
    - （駅廃止） 敦賀港駅

  -  東日本旅客鉄道
    - （組織改正） 新幹線統括本部 ← 新幹線運行本部、本社内の新幹線部門、各支社の新幹線現業機関[78][79]

  -  東海旅客鉄道
    - （予約サービス開始）e5489サービスの切符が受取可能になる[80]。

  -  北陸鉄道
    - （駅ナンバリング導入） 石川線、浅野川線[81]

  -  広島電鉄
    - （駅名改称） 修大協創中高前駅 ← 修大附属鈴峯前駅、山陽女学園前駅 ← 山陽女子大前駅、宮島ボートレース場駅 ← 競艇場前駅 （宮島線）
    - （駅名改称） 舟入南停留場 ← 舟入南町停留場（江波線）[82]

  -  大阪市高速電気軌道
    - （社会実験開始）今里筋線延伸予定部分の今里駅 - あべの橋・長居駅間においてBRT社会実験を5年間行う。愛称はいまざとライナー[83]

  -  済南軌道交通[84]
    - （新規開業）1号線 工研院駅 - 方特駅
- 4月7日
  -  テヘラン地下鉄
    - （新規開業）6号線 ショハダ広場駅 - ダウラット・アバード駅 (9 km) [85]
- 4月9日
  -  中国鉄路
    - （旅客取扱開始）田桓線[86]
- 4月10日
  -  ハルビン地下鉄[87]
    - （延伸開業）1号線 ハルビン南駅 - 新疆大街駅
- 4月13日
  -  ハイデラバード・メトロ
    - （新駅開業） ブルーライン マドハプル駅[88]
- 4月17日
  -  中国鉄路
    - （貨物輸送開始）邯済線 冠県駅[89]
- 4月20日
  -  東日本旅客鉄道
    - （新駅開業） Jヴィレッジ駅（臨時駅、常磐線 広野駅 - 木戸駅間）[90][91]

  -  キャンベラ・ライトレール
    - （新規開業） キャンベラ・ライトレール線 ガンガリン・プレイス駅 - アリンガ通り駅[92]
- 4月22日
  -  タイ国有鉄道、 カンボジア王立鉄道
    - （再開業）タイ・カンボジア国境鉄道 アランヤプラテート駅 - ポイペト駅[93][94]
- 4月26日
  -  パナマメトロ
    - （新規開業）2号線 ヌエボ・トクメン駅 - サン・ミゲリート駅 (21 km) [95]

  -  デンバー地域交通局
    - （新規開業）Gライン ウィートリッジ・ワード駅 - ユニオン駅 (18.0 km) [96]

  -  福州地下鉄[97]
    - （新規開業）2号線 蘇洋駅 - 洋里駅 (30.6 km)
- 4月30日
  -  オーフス・ライトレール[98]
    - （延伸開業）1号線 オーフス中央駅 - グレノー駅 (5.51 km)
    - （延伸開業）2号線 リュスビェル・ビュガデ駅 - リュストルプ駅

### 5月
- 5月1日
  -  中国鉄路
    - （延伸開業）大西旅客専用線 原平西駅 - 懐仁東駅[99]
- 5月8日
  -  ドーハメトロ
    - （新規開業）アフマル線 アル・カサール駅 - アル・ワクラ駅 (40 km) [100]
- 5月17日
  -  デンバー地域交通局
    - （延伸開業）Eライン・Fライン・Rライン リンコーン駅 - リッジゲート・パークウェイ駅 (3.7 km) [101]
- 5月18日
  -  バレー・メトロ・レール
    - （延伸開業）バレー・メトロ・レール線 メサ・ドライブ/メイン・ストリート駅 - ギルバート通り/メイン・ストリート駅 (3.1 km)[102]

  -  ハイデラバード・メトロ
    - （新駅開業） ブルーライン ジュビリーヒルズ・チェックポスト駅[103]
- 5月19日
  -  ランドスタット鉄道
    - （延伸開業）4号線 ヤヴァラーン駅 - ランシンゲルラント・ズーテルメール駅[104]
- 5月20日
  -  鄭州地下鉄[105]
    - （新規開業）5号線 月季公園駅 - 月季公園駅 (環状線、40.4 km)
- 5月25日
  -  瀋陽地下鉄[106]
    - （新規開業）9号線 怒江公園駅 - 建築大学駅
- 5月26日
  -  シドニー地下鉄
    - （新規開業）北西線 タラウォン駅 - チャッツウッド駅 (36 km) [107]

  -  長沙地下鉄[108]
    - （新規開業）4号線 罐子嶺駅 - 杜家坪駅 (33.5 km)
- 5月30日
  -  中国鉄路
    - （新規開業）克塔線 カラマイ駅 - 塔城駅 (272.79 km)[109]
- 5月31日
  -  デンマーク国鉄
    - （新規開業）コペンハーゲン-リンステッド線 コペンハーゲン中央駅 - リンステッド駅 (60 km) [110]

### 6月
- 6月3日
  -  コンスタンティーヌ市電
    - （延伸開業）コンスタンティーヌ市電線 ズアギ・スリマン駅 - チャヒド・カドリ・ブラヒム駅 (7 km) [111]

  -  ブエノスアイレス地下鉄
    - （延伸開業）E線 ボリバル駅 - レティロ駅 (2.3 km) [112]

  -  モスクワ地下鉄
    - （新規開業）ネクラソフスカヤ線 ネクラソフカ駅 - コシノ駅[113]
- 6月6日
  -  南寧軌道交通[114]
    - （新規開業）3号線 科園大道駅 - 平良立交駅 (27.9 km)
- 6月15日
  -  中国鉄路
    - （延伸開業）成貴旅客専用線 楽山駅 - 宜賓西駅 (141 km)[115]
    - （新駅開業）成貴旅客専用線 峨眉駅[116]、犍為駅、泥渓駅、屏山駅、宜賓西駅[115]

  -  カイロ地下鉄
    - （延伸開業）3号線 アル・アフラム駅 - エル＝シャムズ・クラブ駅[117]
- 6月17日
  -  ストラスブール・トラム
    - （駅名変更）ベックラン駅 ← ロベルソー・ベックラン駅
    - （延伸開業）Eライン ベックラン駅 - ロベルソー・レスカーレ駅[118]
- 6月20日
  -  中国鉄路
    - （延伸開業）北京市郊外鉄道城市副中心線 通州駅 - 喬荘東駅[119]

  -  モスクワ地下鉄
    - （延伸開業）ソコーリニチェスキー線 サラルィエヴォ駅 - コムナルカ駅[120]
- 6月21日
  -  アイオン
    - （新規開業）アイオン線 コネストガ駅 - フェアウェイ駅 (19.0 km) [121]
- 6月22日
  -  ヴロツワフ市電
    - （新規開業）16系統 動物園駅 - タルノガイ駅[122]
- 6月23日
  -  蘭州軌道交通[123]
    - （新規開業）1号線 東崗駅 - 陳官営駅 (25.9 km)
- 6月24日
  -  杭州地下鉄（杭港地鉄）[124]
    - （新規開業）5号線 良睦路駅 - 善賢駅 (17.8 km)
- 6月26日
  -  石家荘地下鉄[125]
    - （延伸開業）1号線 洨河大道駅 - 福沢駅 (10.4 km)
- 6月27日
  -  中国鉄路
    - （新駅開業）石龍線 国際物流基地コンテナ取扱駅[126]
- 6月28日
  -  ウルムチ地下鉄[127]
    - （延伸開業）1号線 八楼駅 - 三屯碑駅 (10.7 km)

  -  ニース市電
    - （延伸開業）2系統 マニャン駅 - ジャン・メデサン駅[128]
- 6月30日
  -  太平洋石炭販売輸送[129]
    - （路線廃止） 臨港線 春採駅 - 知人駅 (4.0 km)
    - （駅廃止）春採駅、知人駅

  -  寧波軌道交通[130]
    - （新規開業）3号線 高塘橋駅 - 大通橋駅 (16.73 km)

  -  南昌地下鉄[131]
    - （延伸開業）2号線 地鉄大廈駅 - 辛家庵駅

### 7月
- 7月1日
  -  中国鉄路
    - （新規開業） 海口市郊列車（海南東環鉄道） 海口駅 - 美蘭駅 (38.054 km)[132]
    - （新駅開業） 海南東環鉄道（海口市郊列車） 長流駅、秀英駅、城西駅[133]

  -  重慶軌道交通[134]
    - （新駅開業）環状線 弾子石駅、羅家壩駅

  -  ソウル市メトロ9号線・ソウル9号線運営
    - （運営会社変更）9号線の1段階区間の運営会社をソウル9号線運営からソウル市メトロ9号線に変更[135][136]。
- 7月4日
  -  ベオグラード市電
    - （新規開業・経路変更）アダ大橋の開通により、この橋を経由する新しい11L系統（カレメグダン駅 - 45丁目駅）・13系統（バノヴォ・ブルド駅 - 45丁目駅）が開業[137]
- 7月5日
  -  サムスン市電
    - （延伸開業）南北系統 オンドクズ・マユス大学駅 - 大学寮駅 (6 km)[138]
- 7月10日
  -  ブダペスト市電
    - （延伸開業）1系統 エテレ通り/フェヘールヴァーリ通り駅 - ケレンフェルト駅[139]

  -  中国鉄路
    - （運行区間延伸） 寧波紹興都市間列車（蕭甬線） 余姚駅 - 銭清駅[140]
    - （新駅開業）青栄都市間鉄道 夏格荘駅[141]
    - （駅休止）青栄都市間鉄道 莱西北駅

  -  華為松山湖有軌電車
    - （新規開業）華為松山湖有軌電車線 (社内線、3.2 km)[142]
- 7月12日
  -  中国鉄路
    - （旅客取扱開始）烏準線 ウルムチ駅 - 準東駅[143]
- 7月15日
  -  中国鉄路
    - （駅名改称） 雁棲湖駅 ← 范各荘駅[144]、平陽駅 ← 鰲江駅[145]、溧河駅 ← 南陽東駅、宝豊駅 ← 平頂山西駅[146]
- 7月27日
  -  カーン市電[147]
    - （新規開業）1系統 エルヴィル＝サン＝クレール駅 - イフ・ジャン＝ヴィラル駅 (10.7 km)
    - （新規開業）2系統 カーン・キャンパス2駅 - カーン半島駅 (6.6 km)
    - （新規開業）3系統 シャトー・カトラン駅 - フレーリ・オート＝ド＝ロルヌ駅 (5.3 km)

  -  マシュハド都市鉄道
    - （延伸開業）2号線 シャリーアティー駅 - シャヒッド・カヴェハ駅 (6.6 km) [148]

  -  ヤクート鉄道
    - （旅客取扱開始）アムール・ヤクーツク線 トンモト駅 - ニジニ・ベスチャフ駅[149]
- 7月29日
  -  バンコク・メトロ
    - （延伸開業） ブルーライン フワランポーン駅 - タープラ駅[150]
- 7月30日
  -  中国鉄路
    - （新規開業）陽安線II線 西郷駅 - 石泉県駅 (27.5 km)[151]
    - （旅客取扱開始）克塔線 額敏駅、鉄廠溝駅[152]

### 8月
- 8月9日
  -  バンコク・スカイトレイン
    - （延伸開業） スクムウィット線 モーチット駅 - ハーイェーク・ラプラオ駅[153]
- 8月10日
  -  松江有軌電車[154]
    - （延伸開業） 1号線 三新北路駅 - 新廟三路駅
    - （延伸開業） 2号線 中辰路駅 - 錦昔路駅
- 8月24日
  -  平成筑豊鉄道
    - （新駅開業） 令和コスタ行橋駅（田川線 行橋駅 - 美夜古泉駅間）[155][156][157]

  -  バンコク・メトロ
    - （延伸開業） ブルーライン タープラ駅 - バーンワー駅[150][158]
- 8月26日
  -  サンパウロ地下鉄
    - （延伸開業） 15号線 ヴィラ・ウニオン駅 - ジャルディム・プラナルト駅[159]

### 9月
- 9月1日
  -  サンクトペテルブルク市電[160]
    - （新規開業） 59系統 ラドシュスキー駅 - 電子コントローラー通り駅
    - （新規開業） 63系統 ラドシュスキー駅 - ペレドヴィコフ通り駅
    - （延伸開業） 64系統 イリノフスキー通り駅 - ルジェフカ駅
- 9月2日
  -  東京急行電鉄
    - （社名変更） 東急 ← 東京急行電鉄[161]

  - リンマッタル・ライトレール
    - （新規開業） リンマッタルライトレール線 ファーブホフ駅 - ガイスワイト駅 (2.9km)[162]

  -  ウィーン市電[163]
    - （一部廃止） 6系統 ガイエレック通り駅 - カイゼレベルスドルフ・ツィンネルク駅
    - （新規開業） 11系統 オット・プロブスト広場駅 - カイゼレベルスドルフ・ツィンネルク駅 (13.22 km)
    - （系統廃止） 67系統 オット・プロブスト広場駅 - ロイマン広場Uバーン駅 (5.4 km)
    - （延伸開業） 71系統 中央墓地駅 - カイゼレベルスドルフ・ツィンネルク駅
- 9月4日
  -  コーチ・メトロ
    - （延伸開業） コーチ・メトロ・ライン マハラジャ大学駅 - タイコーダム駅 (5.6km)[164]
- 9月14日
  -  オタワ・カールトン地域交通公社
    - （新規開業） コンフェデレーション線 ブレア駅 - タニーズ・パスチュアー駅 (12.5km)[165]
- 9月15日
  -  ワルシャワ地下鉄
    - （延伸開業） 2号線 ワルシャワ・ヴィリニュス駅前駅 - トロッカ駅 (3.1km)[166]
- 9月16日
  -  上海申凱公共交通運営管理[167]
    - （新規開業） 浦東機場捷運西線 1号航站楼駅 - 1号衛星庁駅 (2.37 km)
    - （新規開業） 浦東機場捷運東線 2号航站楼駅 - 2号衛星庁駅 (2.16 km)
- 9月19日
  -  鄭州地下鉄
    - （新規開業） 14号線 鉄炉駅 - 奥体中心駅[168]
- 9月20日
  -  中国鉄路
    - （新規開業）博州線（蘭新線支線） 博楽駅 - 博爾塔拉駅 (50 km)[169]
- 9月21日
  -  常州地下鉄
    - （新規開業） 1号線 森林公園駅 - 南夏墅駅 (34.02 km)[170]

  -  バンコク・メトロ
    - （延伸開業） ブルーライン バーンワー駅 - ラクソーン駅[171][150]
- 9月24日
  -  北京地下鉄
    - （路線名変更） 首都機場線 ← 機場線[172]
- 9月25日
  -  武漢地下鉄
    - （延伸開業） 4号線（蔡甸線） 黄金口駅 - 柏林駅 (16 km)[173]
- 9月26日
  -  中国鉄路
    - （新規開業）京雄都市間鉄道 北京西駅 - 大興機場駅[174]
    - （新駅開業）京雄都市間鉄道 北京大興駅、大興機場駅

  -  北京地下鉄
    - （新規開業） 大興空港線 草橋駅 - 大興機場駅[175]
    - （新駅開業）大興空港線 大興新城駅、大興機場駅

  -  西安地下鉄
    - （延伸開業） 1号線 後衛寨駅 - 灃河森林公園站 (6.1 km)[176]
- 9月27日
  -  中国鉄路
    - （新規開業）靖神線 靖辺北駅 - 神木西駅 (243.9 km)[177]
- 9月28日
  -  中国鉄路
    - （路線名変更） 海荘線 ← 海岫線
    - （延伸開業） 海荘線 岫岩駅 - 蘭店駅 (69.5 km)[178]
    - （新規開業）浩吉線 浩勒報吉駅 - 吉安駅 (1813.5 km)[179]

  -  ハルビン地下鉄
    - （新駅開業） 1号線 瓦盆窯駅[180]

  -  徐州地下鉄
    - （新規開業） 1号線 徐州東駅 - 路窩駅 (21.97 km)[181]

  -  無錫地下鉄
    - （延伸開業） 1号線 長広渓駅 - 南方泉駅[182]

  -  寧波軌道交通
    - （延伸開業） 3号線（寧奉線） 高塘橋駅 - 明輝路駅 (4.39 km)[183]

  -  温州軌道交通
    - （延伸開業） S1号線 奥体中心駅 - 双甌大道駅[184]

  -  済南地下鉄
    - （開業式） 3号線 龍洞駅 - 灘頭駅 (21.6 km)[185]

  -  深圳地下鉄
    - （延伸開業） 5号線 前海湾駅 - 赤湾駅 (7.65 km)[186]

  -  金浦ゴールドライン運営
    - （新規開業）金浦都市鉄道 陽村駅 - 金浦空港駅 (23.67 km)[187]

  -  テヘラン地下鉄
    - （延伸開業） 6号線 ショハダ広場駅 - イマーム・ホセイン駅[188]
- 9月29日
  -  コペンハーゲン地下鉄
    - （新規開業） 市内環状線 コペンハーゲン中央駅 - コペンハーゲン中央駅 (15.5 km、環状線)[189][190]

  -  西安地下鉄（陝西城際鉄路）
    - （新規開業） 機場城際線 北客站（北広場）駅 - 機場西駅 (29.31 km)[191][192]

  -  中国鉄路
    - （新駅舎開業）柳州駅、桂林西駅[193][194]
- 9月30日
  -  ロッテルダム地下鉄（元オランダ鉄道のスヒーダム - フック・ファン・ホラント線を改造する上、地下鉄路線として再開通）[195]
    - （延伸開業） A線 スヒーダム中央駅 - フラールディンゲン西駅
    - （延伸開業） B線 スヒーダム中央駅 - フック・ファン・ホラント港駅

### 10月
- 10月1日
  -  日本の鉄道事業者ほぼ全て
    - （運賃改定） 消費税率改定（8%→10%）による運賃改定。基本的に現行108：改定110である。

  -  北海道旅客鉄道（JR北海道）
    - （運賃改定）初乗り170円→200円他の消費税以外の値上げ、苗穂駅営業キロ変更（札幌寄りに0.3 km移設）、南千歳～新千歳空港間の加算運賃減額。[196]

  -  ひたちなか海浜鉄道
    - （駅名改称） 工機前駅 ← 日工前駅（湊線）[197]

  -  東急
    - （分社化） 東急電鉄 ← 東急[161]
    - （駅名改称） 南町田グランベリーパーク駅 ← 南町田駅 （田園都市線）[198]

  -  大阪高速鉄道[199]
    - （駅名改称）柴原阪大前駅 ← 柴原駅

  -  京阪電気鉄道
    - （駅名改称） 龍谷大前深草駅 ← 深草駅[200][201]、石清水八幡宮駅 ← 八幡市駅（京阪本線）[201][202]
    - （路線通称名改称） 石清水八幡宮参道ケーブル ← 男山ケーブル（鋼索線）[202]
    - （駅名改称） ケーブル八幡宮口駅 ← 八幡市駅[201][202]、ケーブル八幡宮山上駅 ← 男山山上駅（鋼索線）[202]
      - 八幡市駅を2駅に分割する。これにより京阪全体の駅数も90駅となる。

  -  阪急電鉄[203]
    - （駅名改称） 大阪梅田駅 ← 梅田駅[204]、京都河原町駅 ← 河原町駅[204]、石橋阪大前駅 ← 石橋駅

  -  阪神電気鉄道[203]
    - （駅名改称） 大阪梅田駅 ← 梅田駅[204]、鳴尾・武庫川女子大前駅 ← 鳴尾駅

  -  熊本市交通局[205]
    - （駅名改称） 上熊本停留場 ← 上熊本駅前停留場、神水交差点停留場 ← 神水・市民病院前停留場

  -  熊本電気鉄道
    - （駅名改称） 再春医療センター前駅 ← 再春荘前駅[206]
    - （駅ナンバリング導入） 菊池線、藤崎線[207]

  -  島原鉄道[208]
    - （駅名改称） 小野駅 ← 小野本町駅、諫早東高校駅 ← 諫早東高校前駅、神代駅 ← 神代町駅、多比良駅 ← 多比良町駅、有明湯江駅 ← 島鉄湯江駅、松尾駅 ← 松尾町駅、霊丘公園体育館駅 ← 島鉄本社前駅、島原船津駅 ← 南島原駅、島原港駅 ← 島原外港駅
    - （副名称設定）諫早駅（雲仙・島原口）、本諫早駅（諫早市役所前）、吾妻駅（雲仙市役所前）、神代駅（鍋島邸前）

  -  沖縄都市モノレール（ゆいレール）
    - （延伸開業） 沖縄都市モノレール線 首里駅 - てだこ浦西駅 (4.1 km) [209][210][211]
    - （新駅開業） 石嶺駅、経塚駅、浦添前田駅、てだこ浦西駅[209][210][211]
- 10月3日
  -  サンクトペテルブルク地下鉄
    - （延伸開業） 5号線 メジュドゥナロードナヤ駅 - シュシャールィ駅 (5.23 km)[212]
- 10月4日
  -  デリー・メトロ
    - （新規開業） グレーライン ナジャフガー駅 - ドワルカ駅 (4 km)[213]
- 10月8日
  -  仁川交通公社
    - （新規開業） 月尾海列車 月尾海駅 - 月尾海駅 (6.1km、環状線)[214][215]

  -  中国鉄路
    - （駅名改称） 掲陽南駅 ← 掲陽駅、新塘駅 ← 新塘北駅[216]
- 10月9日
  -  中国鉄路
    - （延伸開業）成昆線複線 永仁駅 - 甸尾駅[217]
    - （新駅開業）成昆線 永仁駅、新康駅、元謀西駅、大樹村駅[217]
- 10月11日
  -  中国鉄路
    - （新規開業）梅汕線 梅州西駅 - 潮汕駅 (123 km)[218]
    - （新駅開業）梅汕線 梅州西駅、畲江北駅、建橋駅、豊順東駅、掲陽駅、掲陽機場駅[218]
- 10月14日
  -  中国鉄路
    - （新規開業）格庫線 コルラ駅 - 庫東駅 (61 km)[219]
- 10月17日
  -  中国鉄路[220]
    - （新規開業）朱中線 朱家窯駅 - 中川駅 (32.448 km)
    - （新規開業）皋蘭蘭鑫鋼鉄有限公司専用線 紅柳川駅 - 鋼廠駅 (3.1 km)
- 10月19日
  -  アビニョン・トラム
    - （新規開業）T1線 サン・ロック工科大学駅 - サン・シャマン運動場駅 (5.2 km)[221][222]
- 10月23日
  -  中国鉄路
    - （新規開業）中石化鉄山港専用線 鉄山港駅 - 中石化項目工廠駅 (3.843 km)[223]
- 10月26日
  -  リオデジャネイロ・ライトレール
    - （新規開業）3号線 ブラジル中央駅 - サントス・ドゥモン駅 (4 km)[224][225]

### 11月
- 11月1日
  -  東京都交通局
    - （運転休止） 上野懸垂線 老朽化により当日から運休、電気バスで代替。[226][227]

  -  中国鉄路
    - （駅名改称） 襄州駅 ← 襄陽東駅[216]
- 11月2日
  -  シンガポールMRT
    - （新駅開業） 南北線 キャンベラ駅[228]
- 11月6日
  -  武漢地下鉄
    - （延伸開業） 8号線（南線） 野芷湖駅 - 軍運村駅 (4.84 km)[229]
- 11月13日
  -  ニース市電
    - （新規開業）3系統 空港2号ターミナル駅 - サン＝チジドール駅 (7 km)[230]
- 11月16日
  -  サン・テティエンヌ市電[231]
    - （一部廃止）2系統 シテ・デュ・デッサン駅 - サン・テティエンヌ・ラ・テラッセ駅
    - （延伸開業）3系統 サン・テティエンヌ・シャトークルー駅 - 北部病院駅 (うち新規開業区間は4.3 km)
- 11月18日
  -  カザン市電
    - （延伸開業）5系統 コルネチヌイ・ゴロト駅 - ミドハタ・ブラトフ通り駅[232]

  -  西日本旅客鉄道
    - （信号場廃止） 中在家信号場
- 11月21日
  -  ドーハメトロ
    - （新規開業）ダハブ線 ラース・ブー・アッブード駅 - アル・アジージーヤ駅 (14 km)[233]

  -  中央郊外旅客会社[234]
    - （新規開業）ベラルースキー・サヴョロフスキー線（D1線） オジンツォーヴォ駅 - ローブニャ駅 (52 km)[235]
    - （新規開業）クールスキー・リジスキー線（D2線） ナハービノ駅 - ポドーリスク駅 (80 km)[236]

  -  鄭州地下鉄
    - （延伸開業）1号線 文苑北路駅 - 河南大学新区駅[237]
- 11月22日
  -  リヨン市電
    - （新規開業） T6系統 デブール駅 - 東部病院・ピネル駅 (6.7 km)[238]
- 11月25日
  -  中国鉄路[239]
    - （新規開業）日蘭高速鉄道 日照西駅 - 曲阜東駅 (235 km)[240]
    - （新駅開業）日蘭高速鉄道 厲家寨駅、莒南北駅、臨沂北駅、費県北駅、蒙山駅、泗水南駅
    - （経路変更） 川黔線 高炉子駅 - 南白鎮駅間が遵義市の中心市街地外のバイパス線路へ変更。
    - （新駅開業） 和平駅、董公寺駅（川黔線新線）
    - （駅廃止） 遵義北駅、遵義西駅、南関鎮駅、南宮山駅（川黔線旧線）
- 11月29日
  -  ハイデラバード・メトロ
    - （延伸開業） ブルーライン ハイテックシティ駅 - ライドゥルグ駅 (1.5 km)[241]

  -  中国鉄路
    - （新規開業）漢十都市間鉄道 孝感東駅 - 十堰東駅 (394.13 km)[242][243]
    - （新駅開業）漢十都市間鉄道 朋興駅、雲夢東駅、安陸西駅、随州南駅、随県駅、襄陽東駅、隆中駅、穀城北駅、丹江口駅、武当山西駅、十堰東駅
- 11月30日
  -  相模鉄道・東日本旅客鉄道[244][245]
    - （新規開業） 相鉄新横浜線 西谷駅 - 羽沢横浜国大駅（2.7 km）
    - （開業） 相鉄・JR直通線 新宿駅 - 羽沢横浜国大駅 - 海老名駅
    - （新駅開業） 羽沢横浜国大駅
    - （市内駅追加） 相鉄・JR直通線 羽沢横浜国大駅を、横浜市内駅に編入[246]。

  -  中国鉄路
    - （新規開業）東包線 桃林駅 - オルドス駅 (34 km)[247]
    - （新規開業）南疆線複線（庫喀線） クチャ駅 - アクス駅 (209 km)[248]

### 12月
- 12月1日
  -  新京成電鉄
    - （線路切換・駅高架化） 北初富駅・新鎌ヶ谷駅・初富駅（新京成線）[249][250]

  -  中国鉄路[251]
    - （新規開業）鄭万高速鉄道 鄭州東駅 - 襄陽東駅 (389 km)
    - （新駅開業）鄭万高速鉄道 鄭州南駅、長葛北駅、禹州駅、郟県駅、平頂山西駅、拐河北駅、方城駅、南陽東駅、鄧州東駅、襄陽東駅
    - （新規開業）鄭阜高速鉄道 鄭州南駅 - 阜陽西駅 (276 km)
    - （新駅開業）鄭阜高速鉄道 許昌北駅、鄢陵駅、扶溝南駅、西華駅、周口東駅、淮陽南駅、沈丘北駅、界首南駅、臨泉駅
    - （延伸開業）京港高速鉄道 商丘駅 - 合肥南駅 (378 km)[252]
    - （新駅開業）京港高速鉄道 商丘東駅、芦廟駅、亳州南駅、古城東駅、太和東駅、阜陽西駅、潁上北駅、鳳台南駅、寿県駅、淮南南駅
    - （駅名改称） 赤峰南駅 ← 赤峰駅、赤峰駅 ← 赤峰西駅、平荘北駅 ← 平荘駅[253]
- 12月2日
  -  ウィーン市電
    - （延伸開業） D系統 中央駅東駅 - アプスベルクガッセ駅 (1.1 km)[254]
- 12月4日
  -  バンコク・スカイトレイン
    - （延伸開業） スクムウィット線 ハーイェーク・ラプラオ駅 - カセサート大学駅[255]

  -  バンコク・メトロ
    - （延伸開業） ブルーライン タオプーン駅 - シリントン駅[256]
- 12月8日
  -  深圳地下鉄
    - （延伸開業） 9号線 紅樹湾南駅 - 前湾駅 (10.79 km)[257][258]

  -  エストニア国鉄
    - （新規電化開業）リーシペレ・トゥルバ線 リーシペレ駅 - トゥルバ駅 (6 km)[259]

  -  アントウェルペン市電[260]
    - （新規開業）1系統 パークアンドライド・ルヒトバル駅 - 南駅
    - （一部廃止）8系統 南駅 - アストリッド駅
    - （一部廃止）24系統 港湾ビル駅 - 牛乳市場駅
    - （路線廃止）70系統 パークアンドライド・ルヒトバル駅 - アイランチェ駅
- 12月9日
  -  ハンブルク地下鉄
    - （新駅開業）U1線 オルデンフェルデ駅[261]
- 12月10日
  -  香港鉄路（マカオ）
    - （新規開業） マカオLRTマカオLRT第一期線（タイパ線） 海洋駅 - タイパ・フェリーターミナル駅 (9.3 km)[262]

  -  ドーハメトロ[263][264]
    - （新規開業）アフダル線 アル・マンスーラ駅 - アッ・リファー駅 (22 km)
    - （延伸開業）アフマル線 アル・カサール駅 - ルサイル駅
    - （延伸開業）アフマル線（支線） オクバ・イブン・ナーフィエ駅 - ハマド国際空港ターミナル1駅
- 12月11日
  -  中国鉄路
    - （駅名改称） 延平東駅 ← 南平南駅[265]

  -  ウェスト・ミッドランドズ・メトロ
    - （延伸開業）1号線 グランド・セントラル駅 - バーミンガム図書館駅[266]
- 12月14日
  -  CBD&サウスイースト・ライトレール
    - （新規開業）ランドウィック線（2号線） サーキュラー・キー駅 - ランドウィック駅 (12 km)[267][268]

  -  ニース市電
    - （延伸開業）2系統 ジャン・メデサン駅 - リンピア港駅[269]

  -  ボルドー市電（フランス語版）
    - （新規開業）D系統（フランス語版） カルル・ヴェルネ駅 - ル・ブスカ市役所駅 (3.5 km)[270]

  -  パリトラム
    - （延伸開業）T4系統（支線） ガルガン駅 - 樹木園駅 (4.7 km)[271]

  -  ソノマ・マリン地区鉄道公社
    - （延伸開業）ソノマ・マリン地区鉄道公社線 サン・ラファエル駅 - ラークスパー駅[272]
- 12月15日
  -  中国鉄路
    - （新規開業）穂深都市間鉄道 新塘南駅 - 深圳機場駅 (76 km)[273]
    - （延伸開業）莞恵都市間鉄道 道滘駅 - 東莞西駅[274]
    - （駅名改称） 南平市駅 ← 武夷山東駅、延平駅 ← 南平北駅、水南駅 ← 南平貨物駅、東渓駅 ← 南平東駅[265]

  -  重慶軌道交通
    - （新駅開業）環状線 南橋寺駅[275]

  -  ジュネーブ市電
    - （延伸開業）17系統 ランシー＝ポン＝ルージュ駅・エトワール駅 - ランシー＝ポン＝ルージュ駅、モワルシュラ駅 - アヌマッス・モンテッシュイ公園駅[276]

  -  ライン＝マインSバーン
    - （新駅開業）S8系統・S9系統 ゲートウェイ・ガーデン駅[277]
- 12月16日
  -  中国鉄路[278]
    - （延伸開業）成貴旅客専用線 宜賓西駅 - 貴陽東駅 (372 km)
    - （新駅開業）成貴旅客専用線 長寧駅、興文駅、威信駅、鎮雄駅、畢節駅、大方駅、黔西駅、清鎮西駅、白雲北駅
    - （新規開業）徐塩線 徐州東駅 - 塩城駅 (316 km)
    - （新駅開業）徐塩線 観音機場駅、睢寧駅、宿遷駅、阜寧南駅
    - （新規開業）連鎮線 董集駅 - 淮安東駅 (105 km)
    - （新駅開業）連鎮線 灌雲駅、灌南駅、漣水駅

  -  青島地下鉄
    - （延伸開業） 2号線 芝泉路駅 - 泰山路駅 (4 km)[279]

  -  ユトレヒト・トラム
    - （新規開業）オイトホフ線（22系統） ユトレヒト中央駅 - パークアンドライド・デ・オイトホフ駅 (8 km)[280]

  -  マルセイユ地下鉄
    - （延伸開業）2号線 ブーゲンビユ駅 - ジェゼ駅[281]
- 12月18日
  -  韓国鉄道公社
    - （新規開業） 迎日湾港線 浦項駅 - 迎日湾港駅 (11.3 km)[282]
    - （新駅開業） 迎日湾港駅

  -  中国鉄路
    - （延伸開業）敦格線 粛北駅 - 馬海駅 (617 km)[283]
- 12月19日
  -  中国鉄路
    - （延伸開業）陽安線II線 西郷駅 - 洋県駅[284][285]
- 12月20日
  -  広州地下鉄
    - （延伸開業） 21号線 鎮龍西駅 - 員村駅[286]

  -  台湾鉄路管理局[287]
    - （電化）屏東線 潮州駅 - 枋寮駅 (25.2 km)
- 12月21日
  -  グルノーブル市電
    - （延伸開業）A系統 ドニ・パパン駅 - ポンドクレー・レトワール駅[288]

  -  ソウル交通公社
    - （延伸開業）6号線 烽火山駅 - 新内駅 (1.1 km)[289]
- 12月22日
  -  メトロ・エクスプレス
    - （新規開業）メトロ・エクスプレス線 ポートルイス・ヴィクトリア駅 - ローズヒル中央駅[290]
- 12月23日
  -  バンコク・メトロ
    - （延伸開業） ブルーライン シリントーン駅 - タープラ駅[291]
- 12月24日
  -  中国鉄路
    - （延伸開業）敦格線 粛北駅 - 馬海駅 (617 km)[283]
    - （新規開業）塔多線 塔黄旗駅 - 多倫駅 (163 km)[292]
- 12月25日
  -  廈門軌道交通
    - （新規開業） 2号線 天竺山駅 - 五縁湾駅 (41.64 km)[293][294]

  -  蘇州軌道交通
    - （新規開業）3号線 蘇州新区駅 - 唯亭駅 (45.3 km)[295]

  -  蘇州軌道交通・蘇州高新区有軌電車
    - （駅名改称）獅子山駅 ← 蘇州楽園駅[296]
- 12月26日
  -  中国鉄路
    - （新規開業）昌贛旅客専用線 南昌駅 - 贛州西駅 (418 km)[297]
    - （新駅開業）昌贛旅客専用線 豊城東駅、新幹東駅、吉水西駅、吉安西駅、万安県駅、興国西駅、贛県北駅、贛州西駅
    - （新規開業）黔張常線 黔江駅 - 常徳駅 (336.3 km)[298][299]
    - （新駅開業）黔張常線 咸豊駅、来鳳駅、龍山北駅、水沙坪駅、鳳岩駅、桑植駅、教字埡駅、張家界西駅、牛車河駅、龍潭鎮駅、桃源駅、陬市駅
    - （新規開業）穿山港線 大碶駅 - 中宅駅 (37.2 km)[300]

  -  合肥軌道交通
    - （新規開業）3号線 幸福壩駅 - 相城路駅 (37.2 km)[301]
- 12月27日
  -  成都地下鉄[302][303][304]
    - （新規開業） 5号線 華桂路駅 - 回龍駅 (49.02 km)
    - （延伸開業） 10号線 双流機場2航站楼駅 - 新平駅 (27 km)

  -  成都有軌電車[302][303]
    - （延伸開業） 蓉2号線本線 合信路駅 - 成都西駅、晨光駅 - 郫県西駅
    - （新規開業） 蓉2号線支線 新業路駅 - 仁和駅
- 12月28日
  -  北京地下鉄[305]
    - （延伸開業） 7号線 焦化廠駅 - 花荘駅
    - （延伸開業） 八通線 土橋駅 - 花荘駅
    - （運用開始） 7号線 双井駅

  -  済南地下鉄
    - （新規開業） 3号線 龍洞駅 - 灘頭駅 (21.6 km)[185]

  -  天津地下鉄
    - （延伸開業） 1号線 李楼駅 - 東沽路駅[306]

  -  鄭州地下鉄
    - （延伸開業） 2号線 劉荘駅 - 賈河駅 (10.25 km)[307]

  -  広州地下鉄
    - （延伸開業） 8号線 鳳凰新村駅 - 文化公園駅 (1.8 km)[308]

  -  貴陽軌道交通
    - （延伸開業） 1号線 下麦西駅 - 竇官駅[309]
- 12月29日
  -  中国鉄路
    - （新規開業）銀蘭客運専用線 銀川駅 - 中衛南駅 (212 km)[310][311]
    - （新駅開業）銀蘭客運専用線 河東機場駅、霊武北駅、呉忠駅、紅寺堡北駅、中寧東駅、中衛南駅

  -  フフホト地下鉄
    - （新規開業） 1号線 壩堰機場駅 - 伊利健康谷駅 (22 km)[312][313]
- 12月30日
  -  中国鉄路[314][311][216]
    - （新規開業）京張都市間鉄道 北京北駅 - 張家口駅 (174 km)
    - （新規開業）京張都市間鉄道崇礼支線 下花園北駅 - 太子城駅 (53 km)
    - （新駅開業）京張都市間鉄道 八達嶺長城駅、東花園北駅、懐来駅、下花園北駅、宣化北駅、太子城駅
    - （新規開業）大張客運専用線 大同南駅 - 懐安駅 (142 km)
    - （新駅開業）大張客運専用線 陽高南駅、天鎮駅、懐安駅
    - （延伸開業）呼張旅客専用線 張家口駅 - ウランチャブ駅 (161 km)
    - （新駅開業）呼張旅客専用線 懐安駅、興和北駅
    - （再開業）京包線・京張都市間鉄道・北京市郊外鉄道懐柔密雲線 清河駅[315]
    - （駅廃止）北京市郊外鉄道懐柔密雲線 黄土店駅
    - （新規開業）連雲港市域列車（隴海線） 連雲港駅 - 連雲駅 (35.1 km)[316]
    - （新規開業）阿富準線 富蘊駅 - 準東駅 (260 km)[317]

  -  北京地下鉄
    - （新駅開業） 13号線 清河駅[318]

  -  重慶軌道交通[319]
    - （延伸開業）1号線 尖頂坡駅 - 璧山駅 (5.6 km)
    - （延伸開業）環状線 海峡路駅 - 二郎駅 (9.5 km)

  -  松江有軌電車
    - （延伸開業） 1号線 新廟三路駅 - 新橋駅 (3.881 km)[320]

  -  仏山有軌電車
    - （新規開業） 高明有軌電車線 滄江路駅 - 智湖駅 (6.57 km)[321]

## 主なダイヤ改正

### 出来事
- 1月19日
  - 阪急電鉄（京都本線、千里線、嵐山線）
  - 大阪市高速電気軌道（堺筋線）[322]
- 1月26日
  - 東京地下鉄（丸ノ内線）[323]
- 2月11日
  -  BARTSFO-ミルブレー線[324]。
- 2月22日
  - 京王電鉄[325]
  - 東京都交通局（新宿線）[326]
- 3月1日
  -  桃園捷運公司[327][328]
- 3月10日
  - 南阿蘇鉄道[329]
- 3月16日
  - JRグループ[330]
  - 道南いさりび鉄道[331]
  - 秋田内陸縦貫鉄道[332]
  - 青い森鉄道[333]
  - IGRいわて銀河鉄道[334]
  - 仙台空港鉄道[335]
  - 野岩鉄道[336]
  - わたらせ渓谷鐵道[337]
  - ひたちなか海浜鉄道[338]
  - 鹿島臨海鉄道[339]
  - いすみ鉄道[340]
  - 東京地下鉄（東西線、千代田線、日比谷線、半蔵門線、有楽町線、副都心線、南北線）[341][342]
  - 東京都交通局（三田線）[343]
  - 埼玉高速鉄道[344]
  - 東武鉄道（日光線、鬼怒川線、東上線、越生線）[345][346]
  - 西武鉄道[347]
  - 小田急電鉄[348]
  - 東京急行電鉄（東横線、目黒線、田園都市線、大井町線、こどもの国線）[349]
  - 東葉高速鉄道[350]
  - 横浜高速鉄道[351]
  - 箱根登山鉄道[352]
  - 富士急行[353]
  - 北越急行[354]
  - えちごトキめき鉄道[355]
  - 富山地方鉄道[356]
  - あいの風とやま鉄道[357]
  - のと鉄道[358]
  - IRいしかわ鉄道[359]
  - アルピコ交通[360]
  - しなの鉄道[361]
  - 天竜浜名湖鉄道[362]
  - 長良川鉄道[363]
  - 名古屋鉄道[364] - 詳細は「2005年からの名古屋鉄道ダイヤ改正」を参照
  - 三岐鉄道（三岐線）[365]
  - 近江鉄道[366]
  - WILLER TRAINS（京都丹後鉄道）[367]
  - 嵯峨野観光鉄道[368]
  - 大阪市高速電気軌道（中央線、長堀鶴見緑地線）[369]
  - 智頭急行[370]
  - 水島臨海鉄道[371]
  - 井原鉄道[372]
  - 錦川鉄道[373]
  - 阿佐海岸鉄道[374]
  - 土佐くろしお鉄道[375]
  - 福岡市交通局（空港線、箱崎線）[376]
  - 平成筑豊鉄道[377]
  - 松浦鉄道[378]
  - 島原鉄道[379]
  - 肥薩おれんじ鉄道[380]
- 3月23日
  - 多摩都市モノレール[381]
  - 西日本鉄道（天神大牟田線、甘木線）[382]
- 3月24日
  - 三陸鉄道[383]
- 3月28日
  - 東京都交通局（大江戸線）[384]
- 3月31日
  - 金沢シーサイドライン[75]
- 4月1日
  - 埼玉新都市交通[385]
  - 北陸鉄道[81]
  - 広島電鉄[386]
- 4月6日
  - 南海電気鉄道（南海本線、空港線、高師浜線、多奈川線、加太線、和歌山港線）[387]
- 4月16日
  - 樽見鉄道[388]
- 6月19日
  -  台湾鉄路管理局[389]。
- 6月27日
  - 長崎電気軌道[390]
- 7月1日
  -  台湾高速鉄道[391]。
  -  新北捷運公司（淡海軽軌）[392]。
- 7月5日
  - 東京地下鉄（丸ノ内線）[393]
- 7月20日
  - 阪堺電気軌道[394]
- 9月1日
  - 沖縄都市モノレール[395]
- 10月1日
  - 弘南鉄道[396]
  - 東急電鉄（田園都市線、大井町線）[198]
  - 沖縄都市モノレール[397]
- 10月26日
  - 京成電鉄[398]
  - 北総鉄道[399]
  - 芝山鉄道[400]
  - 東京都交通局（浅草線）[401]
  - 京浜急行電鉄[402]
- 11月22日
  - とさでん交通
- 11月30日
  - 相模鉄道[403]
  - 東日本旅客鉄道（埼京線）[404]
  - 東京臨海高速鉄道[405]
- 12月20日
  - 台湾鉄路管理局[287]
- 12月21日
  - 東京都交通局（都電荒川線）
- 12月30日
  - 韓国鉄道公社[406]

## 災害・不通・事故・事件など

### 1月
- 2日
  -  デンマーク国鉄・ドイツ鉄道
    - （衝突事故）グレートベルト・リンク西橋列車衝突事故：嵐の天気の中、100人以上を載せたオーデンセ発コペンハーゲン行きのデンマーク国鉄の旅客列車がカールスバーグのビールを輸送していた対向走行中のフレゼリシア行きドイツ鉄道の貨物列車のセミトレーラーに衝突。6人死亡、16人負傷[407][408]。
- 3日 - （災害） 同日午後6時10分に発生した熊本県熊本地方を震源とする地震により運休が発生。[409]
  - 九州旅客鉄道
    - 九州新幹線 博多駅 - 鹿児島中央駅間は運休。熊本駅 - 鹿児島中央駅間は当日夜9時ごろに、博多駅 - 熊本駅間は翌4日始発に運行再開。

  - 西日本鉄道
    - 天神大牟田線 西鉄柳川駅 - 大牟田駅間は夜9時半ごろまでに運休。

  - 熊本電気鉄道
    - 藤崎線 北熊本駅 - 藤崎宮前駅間、菊池線 北熊本駅 - 御代志駅間は夜7時半ごろまでに運休。
- 8日
  -  重慶軌道交通
    - （衝突事故）環状線の列車が海峡路駅 - 南湖駅区間を走行中に、トンネル内に侵入したドアに衝突し、乗客1人を含む4人が負傷[410]。のち乗員1人が病院で死亡[411]。

  -  メトロレール
    - （衝突事故）9時半ごろ、プレトリアのマウンテン・ビュー駅で2つの旅客列車が正面衝突。4人が死亡[412]。
- 9日
  - 熊本電気鉄道
    - （脱線事故）藤崎線・菊池線 レールを固定する釘の緩みにより藤崎宮前駅 - 黒髪町駅間で脱線。藤崎宮前駅 - 御代志駅間で運休[413][414]。なお2017年にも同区間で脱線事故を起こしている。
- 11日
  - 熊本電気鉄道
    - （運転再開） 黒髪町駅 - 御代志駅間の点検終了、午後から運転再開[415]。
- 24日
  - 東京都交通局
    - （運転休止） 上野懸垂線 走行装置の故障により、当面の間運転見合わせ[416]

### 2月
- 3日
  - インド鉄道
    - （脱線事故） 午前4時ごろ、ジョグバニ発アナンド・ビハール・ターミナル行き「セーマンチャル特急」（12487番、24両編成）はビハール州バイシャリ県サハデイ・ブズルグ付近のバラウニ・ゴーラクプル線を走行中に9両が脱線した。6人死亡、30人以上が負傷[417]。

  - 熊本電気鉄道
    - （運転再開） 藤崎宮前駅 - 黒髪町駅間復旧工事終了、始発から運転再開[418]。
- 8日
  - 福岡市交通局、JR九州サービスサポート
    - （不祥事）福岡空港駅の駅業務を委託されていたJR九州サービスサポートの駅員4人が複数回にわたり、勤務中に拾得した使用済みの一日乗車券を使って乗車したことが発覚[419]。のち福岡市交通局は同社に対し、競争入札参加停止措置を発動した[420]。
- 21日 - （災害） 同日夜9時22分に発生した北海道胆振地方中東部を震源とする地震により運休が発生。[421][422][423]
  - 北海道旅客鉄道
    - 千歳線 北広島駅 - 沼ノ端駅間・南千歳駅 - 新千歳空港駅間、石勝線 南千歳駅 - 追分駅間、日高本線 苫小牧駅 - 鵡川駅間、室蘭本線 苫小牧駅 - 岩見沢駅間は運休。うち千歳線は翌日始発から、日高本線・石勝線・室蘭本線は翌日日中に運行再開。

  - 札幌市交通局
    - 南北線・東西線・東豊線全線は運休。翌日未明に運行再開。
- 27日
  - エジプト鉄道
    - （衝突事故） カイロのラムセス駅で列車が線路の終点にある障壁に衝突して出火した[424]。列車は爆発・炎上し、少なくとも25人が死亡、47人が怪我を負った[425]。
- 28日
  - 首都圏新都市鉄道
    - （脱線事故）つくばエクスプレス総合基地内で、列車機能試験中の車両が所定停止位置に停止することができず、車止めに衝突し、当該車両の先頭車両が脱線。この影響で、16時10分〜16時16分まで全線で運転を見合わせた[426][427]。

### 3月
- 9日
  -  大井川鐵道
    - （運転再開） 井川線 閑蔵駅 - 井川駅 (5.0 km)（大雨による土砂崩れのため2018年5月8日から不通）[428]

  - 九州旅客鉄道
    - （運転再開） 筑豊本線 桂川駅 - 原田駅 (20.8 km) （平成30年7月豪雨のため2018年7月6日から不通）[429]
- 15日
  - 東京都交通局
    - （運転再開） 上野懸垂線 （走行装置の故障により、1月24日から運転見合わせ）[430]
- 18日
  - ユトレヒト・トラム
    - （銃撃事件）午前10時45分頃、10月24日広場付近を走行中の電車内で銃乱射事件が発生。乗客3人が死亡、5人が負傷。[431][432]

  - 香港MTR
    - （衝突事故）午前3時前、信号試験運転中の荃湾線列車2台が中環駅付近で衝突、運転士1人が負傷。これにより荃湾線の金鐘駅 - 中環駅区間が終日運転を見合わせた[433][434]。

  - コンゴ民主共和国国立鉄道
    - （脱線事故） カサイ州ブナ・レッカ付近のカサイ線で脱線事故が発生。貨車が川に転落し、密航者24人が死亡[435]。
- 21日
  - しなの鉄道
    - （線路陥没） 北しなの線 古間駅 - 黒姫駅間において線路わきの陥没が発生。15時台から終電まで運休した[436]。
- 23日
  - 東日本旅客鉄道・三陸鉄道
    - （運転再開） 山田線 宮古駅 - 釜石駅 (55.4 km) （東日本大震災のため2011年3月11日から不通、復旧後に三陸鉄道に移管）[67]
- 25日
  - とさでん交通
    - （重大インシデント）午前11時45分ごろ、朝倉停留場付近の伊野線単線区間を走行する対向車両2台が約37メートルまで接近した。原因は下り車両の運転手が通票の受け取りを忘れるまま発車したと見られる[437][438][439]。

### 4月
- 1日
  -  韓国鉄道公社
    - （運転一時中止）京元線逍遥山駅 - 白馬高地駅（逍遥山駅-漣川駅に首都圏電鉄1号線を建設するため）[440]
- 4日
  - 福岡市交通局
    - （発煙）20時20分ごろ、中洲川端駅に停車中の姪浜発福岡空港行きの空港線の列車のパンタグラフから発煙。空港線と箱崎線は運転を見合わせた[441][442][443]。

  -  西日本旅客鉄道
    - （暫定的に運転再開） 芸備線 三次駅 - 中三田駅 (43.7 km) （平成30年7月豪雨のため2018年7月7日から不通）[444]
- 5日
  -  東日本旅客鉄道
    - （線路侵入）23時半頃、北陸新幹線・佐久平駅で77歳の男が線路に侵入し、2度にわたり高崎駅 - 長野駅間で運転を見合わせた。線路侵入により1本運休、15本が遅れる影響が出た。長野県警察上田警察署は男を新幹線鉄道における列車運行の安全を妨げる行為の処罰に関する特例法（新幹線特例法）違反で現行犯逮捕[445]。
- 13日
  -  京成電鉄
    - （器物損壊）千葉県船橋市の京成本線・船橋競馬場駅近くの踏切に設置されていた遮断機の棒2本を、のこぎりのようなもので切断したとして、千葉県警船橋署が、53歳の男を器物損壊容疑で逮捕した。通報される10分前には谷津駅構内で、人身事故があり、遮断機が開かない状態が続いていた。同署は男が待ちきれずに遮断機を切った可能性もあるとみて調べている[446][447]。
- 14日
  - 西日本旅客鉄道
    - （脱線事故）6時55分ごろ、紀勢本線・御坊駅構内で、留置線から本線へ進入中の和歌山行き普通電車（4両編成）の2両目が脱線。これにより印南駅 - 紀伊由良駅間で運転を見合わせていた[448][449]。
    - （線路侵入）11時10分ごろ、新大阪駅 - 新神戸駅区間を走行中の東京発博多行きの山陽新幹線「のぞみ17号」から、乗客の男が非常用ドアコックを使ってドアを開け、線路に飛び降りた。山陽新幹線は新大阪駅 - 岡山駅間で運転を見合わせた。兵庫県警葺合署によると、男は車掌に確保され、約45分後に再開した。男は、新神戸駅で警察に引き渡され、新幹線特例法違反の疑いで現行犯逮捕された[450][451]。

  - 弘南鉄道
    - （脱線事故・運休） 18時52分ごろ、大鰐線・中央弘前駅 - 弘高下駅間で弘高下踏切付近のカーブで中央弘前発大鰐行上り列車 (2両編成) が脱線[452]。点検と現場復旧のため大鰐線の全線で運転を見合わせた[453]。現場付近では軌間拡大が発生していた[454]。
- 17日
  - 弘南鉄道
    - （運転再開） 19時30分より大鰐線全線で運転を再開[453]。

### 5月
- 17日
  - 鹿児島市交通局（鹿児島市電）
    - （脱線事故）朝7時ごろ、高見馬場停留場付近の交差点で、谷山発鹿児島駅前行きの車両が脱線。運転士の操作ミスで前後の車輪が異なる軌道に進入したことが原因[455]。
- 30日
  - 九州旅客鉄道
    - （停電） 午前9時45分ごろ、福岡県北九州市の鹿児島本線門司駅 - スペースワールド駅間および日豊本線小倉駅 - 城野駅間で停電により1時間余り運転を見合わせ、博多駅と大分駅を結ぶ特急ソニックを含む上下26本が運休した。その後JR九州は6月22日、停電の原因は小倉駅 - 門司駅間にある電気設備内にナメクジが侵入してショートを起こしていたことを発表した[456][457]。

### 6月
- 1日
  - 横浜シーサイドライン
    - （逆走事故）金沢シーサイドライン新杉田駅逆走事故：20時15分ごろ、新杉田駅で無人運転の列車が反対方向に走り出し、車止めに接触した。乗客17名が負傷[458]、うち6人が骨折などの重傷[459][460]。同月4日に手動運転にて運転を再開。当面の間、10分間隔で運転され、通常の65%での運転本数となる[461]。
- 6日
  - 横浜市交通局
    - （脱線事故）朝5時20分ごろ、ブルーライン・下飯田駅を発車した湘南台発あざみ野行き始発列車（6両編成）の1〜5両目が脱線[462]。これによりブルーラインの運転区間は、10日午前の暫定ダイヤによる全線運転再開まで、あざみ野駅 - 踊場駅と短縮された[463]。原因は始発前に保守車両を移動させるための装置が軌道上に残されたとされる[464][465]。
- 11日
  - ボストン地下鉄
    - （脱線事故）朝6時過ぎ、レッドラインの列車がジョン・F・ケネディ/マサチューセッツ大学ボストン校駅に進入する時に脱線した。1人が負傷。同路線のダイヤの乱れは2ヶ月以上に続いた[466]。
- 12日
  - 香港MTR
    - （一時休止）2019年逃亡犯条例改正案に対するデモが激化するため、警察の要求により金鐘駅を13時間をわたり閉鎖。これにより、南港島線の運行区間は海怡半島駅 - 海洋公園駅間までに短縮[467][468]。
- 17日
  - 大阪市高速電気鉄道
    - （突落し事件）23時40分ごろ、御堂筋線中津駅のホームで、下車直後の2人の男性がもみ合い、うち1人が相手に1.3m下の線路に突き落とされ、すぐに駅員によって救助された。相手の男性はのち殺人未遂容疑で逮捕された[469]。
- 18日
  - 東日本旅客鉄道[470][471][472]
    - （災害） 山形県沖地震により施設被害や運休が発生。
      - 羽越本線小岩川駅のホームが損傷、電化柱が傾斜。三瀬駅および東酒田駅のホームが損傷。また、村上駅 - 酒田駅間が運休。
      - 陸羽西線古口駅 - 余目駅間が運休。翌日18時ごろから運転再開。
      - 米坂線今泉駅 - 坂町駅間が一時運休。翌朝4時30分ごろから運転再開[473]。
- 19日
  - 小田急電鉄
    - （踏切事故）14時50分ごろ、新宿発小田原行き快速急行列車（10両編成）が小田原線本厚木駅 - 愛甲石田駅間の踏切で立ち往生状態の乗用車と衝突し、1両目が脱線。乗客のうち3人が病院に搬送された。この事故により同線本厚木駅 - 伊勢原駅間が終日運転を見合わせ、翌20日始発から全線でほぼ全列車の通常運転を再開した[474]。
- 20日
  - 東日本旅客鉄道
    - （運転再開） 羽越本線村上駅 - 酒田駅間は始発から運転再開[473]。
- 30日 - （災害） 梅雨前線による九州南部の豪雨により施設被害や運休が発生。
  - 九州旅客鉄道[475]
    - 肥薩線八代駅 - 隼人駅間（全線）が朝10時ごろから運休。
    - 吉都線小林駅 - 西小林駅間で路盤流失が発生。都城駅 - 吉松駅間（全線）が夜9時ごろから運休。

### 7月
- 1日
  - 九州旅客鉄道[475]
    - （災害） 梅雨前線による九州南部の豪雨により施設被害や運休が発生。
      - 鹿児島本線川内駅 - 鹿児島駅間は朝4時ごろから運休。
      - 日豊本線重富駅 - 竜ケ水駅間、竜ケ水駅 - 鹿児島駅間で土砂流入が発生[476]。南宮崎駅 - 鹿児島駅間は朝4時ごろから運休。
      - 日南線田吉駅 - 志布志駅間は夜9時ごろから運休。

  - くま川鉄道[477]
    - （災害） 梅雨前線による九州南部の豪雨により、湯前線人吉温泉 - 湯前駅間（全線）は夜7時ごろから運休。

  - コンゴ・オセアン鉄道
    - （衝突事故） 未明、ポワントノワールで衝突事故が発生。17人が死亡[478]。
- 2日
  - 九州旅客鉄道[475]
    - （災害） 梅雨前線による九州南部の豪雨により、指宿枕崎線南鹿児島駅線路横の斜面で土砂崩れが発生。鹿児島中央駅 - 枕崎駅間（全線）は朝9時ごろから運休。

  - くま川鉄道[477]
    - （運転再開） 湯前線の人吉温泉 - 湯前駅間（全線）が運転再開。
- 3日
  - 九州旅客鉄道[475]
    - （災害） 梅雨前線による九州南部の豪雨により三角線宇土駅 - 三角駅間（全線）は朝7時ごろから運休。

  - くま川鉄道[475]
    - （災害） 梅雨前線による九州南部の豪雨により、湯前線人吉温泉 - 湯前駅間（全線）は朝6時ごろから運休。

  - 肥薩おれんじ鉄道[475]
    - （災害） 梅雨前線による九州南部の豪雨により、肥薩おれんじ鉄道線八代 - 川内駅間（全線）は朝5時ごろから運休。

  - 鹿児島市交通局[475]
    - （災害） 梅雨前線による九州南部の豪雨により、市電谷山線郡元 - 谷山電停間は午後1時ごろから運休。

  - 台湾鉄路管理局
    - （殺人事件） 夜8時45分ごろ、縦貫線嘉義駅に停車中の屏東発七堵行き自強号152号の4両目で、無賃乗車で車掌と喧嘩して暴れた男性が通報を受けて駆けつけた鉄道警察官を刃物で刺殺[479][480][481]。
- 4日
  - 九州旅客鉄道[476]
    - （運転再開） 三角線宇土駅 - 三角駅間（全線）は午後3時ごろから運転再開。

  - くま川鉄道[476]
    - （運転再開） 湯前線人吉温泉 - 湯前駅間（全線）は始発から運転再開。

  - 肥薩おれんじ鉄道[476]
    - （運転再開） 肥薩おれんじ鉄道線八代 - 川内駅間（全線）は朝10時から運転再開。

  - 鹿児島市交通局[476]
    - （運転再開） 市電谷山線郡元 - 谷山電停間は午後5時から運転再開。
- 5日
  - 九州旅客鉄道[476]
    - （運転再開）日豊本線南宮崎駅 - 帖佐駅間、肥薩線全線、日南線田吉駅 - 志布志駅間、指宿枕崎線全線は始発から、 鹿児島本線川内駅 - 鹿児島駅間は朝5時ごろから運転再開。
- 6日
  - 九州旅客鉄道[482]
    - （運転再開） 日豊本線帖佐駅 - 鹿児島駅間は始発から運転再開。
- 11日
  - パキスタン鉄道
    - （衝突事故） 4時30分ごろ、ラホール発クエッタ行きのアクバル特急がパンジャーブ州サディカバド付近のカラチ・ペシャワール線ワルハル駅で貨物列車と衝突。24人死亡[483]。
- 21日 - （災害） 梅雨前線による豪雨及び台風第5号により運休が発生[484]。
  - 西日本旅客鉄道
    - 宇部線全線、小野田線全線、美祢線全線が一時運休。

  - 九州旅客鉄道
    - 鹿児島本線基山駅 - 荒尾駅間、長崎本線肥前浜駅 - 諫早駅間、久大本線久留米駅 - 筑後吉井駅間、日豊本線延岡駅 - 高鍋駅間が一時運休。

  - 錦川鉄道
    - 錦川清流線川西駅 - 錦町駅間は始発から運休。翌日始発から運転再開。

  - 西日本鉄道
    - 天神大牟田線筑紫駅 - 西鉄柳川駅間、甘木線宮の陣駅 - 甘木駅間が一時運休。

  - 甘木鉄道
    - 甘木線全線が一時運休。

  - 香港MTR
    - （襲撃事件）夜10時半ごろ、西鉄線元朗駅構内で白い服の集団による乗客への襲撃事件が発生[485]。
- 22日 - （災害） 梅雨前線による豪雨及び台風第5号により運休が発生[484]。
  - 九州旅客鉄道
    - 肥薩線八代駅 - 人吉駅間が一時運休。

  - 肥薩おれんじ鉄道
    - 肥薩おれんじ鉄道線肥後田浦駅 - 湯浦駅間が一時運休。
- 23日 - （災害） 梅雨前線による豪雨及び台風第5号により運休が発生[484]。
  - 大井川鐵道
    - 大井川本線千頭駅 - 金谷駅間は始発から夜7時50分ごろまで運休。

### 8月
- 1日
  - 九州旅客鉄道
    - （運転再開） 吉都線 吉松駅 - 都城駅 (61.6 km) （梅雨前線による九州南部の豪雨のため6月30日から不通）[486]
- 5日
  - 九州旅客鉄道[487]
    - （災害・運休）台風第8号の影響により日南線全線に運休が発生。翌日8月6日に運行再開。
    - （災害・運休）台風第8号の影響により日豊本線佐伯駅 - 延岡駅間に運休が発生。8月7日に運行再開。
- 6日
  - 九州旅客鉄道
    - （災害・運休）台風第8号の影響により肥薩線人吉駅 - 吉松駅間に運休が発生。翌日8月7日に運行再開[487]。
- 11日
  - 香港MTR
    - （一時休止）葵芳駅構内で2019年逃亡犯条例改正案に対するデモの参加者と警察が衝突したため、駅を一時閉鎖[488]。
- 14日 - （災害・運休）台風第10号の影響により九州・四国の各一部に運休が発生。[489]
  - 四国旅客鉄道
    - 徳島線全線、予讃線伊予市駅 - 宇和島駅間、内子線全線、予土線全線に運休が発生。8月16日に運行再開。

  - 九州旅客鉄道
    - 日豊本線佐伯駅 - 国分駅間、日南線全線、宮崎空港線全線、肥薩線吉松駅 - 隼人駅間、吉都線全線に運休が発生。8月15日か16日に運行再開。

  - 阿佐海岸鉄道
    - 阿佐東線全線に運休が発生。8月16日に運行再開。

  - 土佐くろしお鉄道
    - 中村線全線、宿毛線全線に運休が発生。8月16日に運行再開。
- 15日 - （災害・運休）台風第10号の影響により西日本の広範囲にわたり運休が発生。[489]
  - 西日本旅客鉄道
    - 山陽新幹線全線、北陸本線近江塩津駅 - 敦賀駅間・武生駅 - 福井駅間、小浜線全線、舞鶴線全線、湖西線全線、草津線全線、関西本線亀山駅 - 加茂駅間、桜井線全線、和歌山線全線、東海道本線尼崎駅 - 神戸駅間、山陽本線神戸駅 - 上郡駅間、阪和線日根野駅 - 和歌山駅間、関西空港線全線、紀勢本線西日本管内全線、福知山線宝塚駅 - 福知山駅間、加古川線全線、播但線全線、赤穂線全線、姫新線全線、山陰本線東浜駅 - 幡生駅間・仙崎支線全線、因美線全線、伯備線全線、津山線本線、吉備線本線、宇野線全線、本四備讃線西日本管内全線、福塩線全線、芸備線全線、呉線全線、可部線全線、岩徳線全線、山口線全線、宇部線全線、小野田線全線、美祢線全線に運休が発生。翌日16日に運行再開。

  - 東海旅客鉄道
    - 紀勢本線東海管内全線、名松線全線、参宮線全線に運休が発生。翌日16日に運行再開。

  - 四国旅客鉄道
    - 本四備讃線四国管内全線、高徳線全線、鳴門線全線、牟岐線全線、土讃線全線、予讃線高松駅 - 伊予市駅間に運休が発生。翌日16日に運行再開。

  - 九州旅客鉄道
    - 山陽本線九州管内全線、日豊本線中津駅 - 佐伯駅間・国分駅 - 鹿児島駅間、久大本線日田駅 - 大分駅間、豊肥本線大分駅 - 阿蘇駅間、肥薩線八代駅 - 吉松駅間、鹿児島本線鹿児島中央駅 - 鹿児島駅間、指宿枕崎線喜入駅 - 枕崎駅間に運休が発生。翌日16日に運行再開。

  - えちごトキめき鉄道・あいの風とやま鉄道
    - 日本海ひすいライン市振駅 - 糸魚川駅間およびあいの風とやま鉄道線泊駅 - 市振駅間に運休が発生。翌日16日に運行再開。

  - 名古屋鉄道
    - 空港線全線に運休が発生。翌日16日に運行再開。

  - 三岐鉄道
    - 北勢線全線に運休が発生。翌日16日に運行再開。

  - 信楽高原鐵道
    - 信楽線全線に運休が発生。翌日16日に運行再開。

  - えちぜん鉄道
    - 勝山永平寺線・三国芦原線全線に運休が発生。翌日16日に運行再開。

  - 南海電気鉄道
    - 空港線全線に運休が発生。翌日16日に運行再開。

  - WILLER TRAINS
    - 宮舞線・宮豊線・宮福線全線に運休が発生。翌日16日に運行再開。

  - 和歌山電鐵
    - 貴志川線全線に運休が発生。翌日16日に運行再開。

  - 紀州鉄道
    - 紀州鉄道線全線に運休が発生。翌日16日に運行再開。

  - 一畑電車
    - 北松江線・大社線全線に運休が発生。翌日16日に運行再開。

  - 水島臨海鉄道
    - 水島本線全線に運休が発生。翌日16日に運行再開。

  - 井原鉄道
    - 井原線全線に運休が発生。翌日16日に運行再開。

  - 岡山電気軌道
    - 東山本線・清輝橋線全線に運休が発生。翌日16日に運行再開。

  - 広島電鉄
    - 本線・宇品線・横川線全線、皆実線・江波線・白島線・宮島線全線に運休が発生。翌日16日に運行再開。

  - 広島高速交通
    - 広島新交通1号線全線に運休が発生。翌日16日に運行再開。

  - スカイレールサービス
    - 広島短距離交通瀬野線全線に運休が発生。翌日16日に運行再開。

  - 錦川鉄道
    - 錦川清流線全線に運休が発生。翌日16日に運行再開。

  - 高松琴平電気鉄道
    - 琴平線・長尾線・志度線全線に運休が発生。翌日16日に運行再開。

  - 土佐くろしお鉄道
    - ごめん・なはり線全線に運休が発生。翌日16日に運行再開。

  - とさでん交通
    - 後免線・伊野線・桟橋線・駅前線全線に運休が発生。翌日16日に運行再開。

  - 平成筑豊鉄道
    - 伊田線・田川線・糸田線・門司港レトロ観光線全線に運休が発生。翌日16日に運行再開。

  - 南阿蘇鉄道
    - 高森線中松駅 - 高森駅間（運営中の全線）に運休が発生。翌日16日に運行再開。
- 16日
  - 北海道旅客鉄道
    - （災害・運休）台風第10号の影響により、宗谷本線音威子府駅 - 稚内駅間、留萌本線全線、札沼線北海道医療大学駅 - 新十津川駅間、石勝線全線、根室本線富良野駅 - 根室駅間、釧網本線全線、室蘭本線全線、日高本線苫小牧駅 - 鵡川駅間（運営中の全線）、函館本線新函館北斗駅 - 倶知安駅間に運休が発生。翌日17日に運行再開[489]。

  - 林務局阿里山林業鉄路
    - （災害・運休）8月中旬の豪雨及び嘉義県梅山郷で発生した地震により、阿里山線の多林駅及び樟脳寮駅付近で落石・倒木・土砂崩れが発生。これにより阿里山線全線が運休[490]。
- 22日
  - 東日本旅客鉄道
    - （インシデント） 午前10時15分頃、仙台発東京行き「はやぶさ46号」（10両編成）が時速約280キロで東北新幹線の仙台 - 白石蔵王駅間を走行中、9号車のドアが開いた。運転台ではドアが開いた表示が出たため、運転士が柴田町の第2葉坂トンネル内で緊急停車し、駆けつけた車掌がドアを閉めた[491]。
- 23日
  - 南海電気鉄道
    - （重大インシデント） 夕方、なんば発関西空港行き特急「ラピート」に乗務中の車掌が4・5両目の連結部付近で金属のすれ合うような音に気付いたため、折り返す駅で作業員が点検したが、異常は発見されなく、その後も約5時間にわたって運行し続けた。大阪市内の車庫で点検したところ、5両目の台車部分のモーターを支える箇所に長さ約14センチの亀裂が見つかった[492]。26日、国土交通省は深刻な事故につながりかねない重大インシデントと認定し、運輸安全委員会は鉄道事故調査官2人を派遣した[493]。

  - 香港MTR
    - （一時休止）この日の2019年逃亡犯条例改正案に対するデモに対応するため、葵芳駅を夜9時から閉鎖[494]。
- 24日
  - 香港MTR
    - （一時休止）この日の2019年逃亡犯条例改正案に対するデモに対応するため、昼12時ごろから夜12時ごろまでに観塘線の彩虹 - 調景嶺駅間の列車運行を停止、九龍湾駅・牛頭角駅・観塘駅・藍田駅を閉鎖[495]。
- 25日
  - 香港MTR
    - （一時休止）この日の2019年逃亡犯条例改正案に対するデモに対応するため、13時半ごろから荃湾線の荃湾 - 大窩口駅間の列車運行を停止、同線の葵芳駅・荃湾駅及び西鉄線の荃湾西駅を閉鎖[496]。
- 27日
  - 九州旅客鉄道[497]
    - （災害） 秋雨前線による九州北部の大雨により施設被害や運休が発生。
      - 筑肥線：肥前長野駅 - 桃川駅間で線路冠水が発生。これにより山本駅 - 伊万里駅間（西線全線）が12時ごろより運休。
      - 唐津線：多久駅 - 岩屋駅間で流木及び道床流出が発生。これにより久保田駅 - 唐津駅間が12時30分ごろより運休。
      - 筑豊本線：桂川駅 - 原田駅間（原田線全線）が18時ごろより運休。

  - 松浦鉄道[497]
    - （災害） 秋雨前線による九州北部の大雨により、西九州線高岩駅 - いのつき駅間で道床流出が発生。これにより全線が午前10時45分ごろより運休。
- 28日
  - 九州旅客鉄道[497]
    - （災害） 秋雨前線による九州北部の大雨により施設被害や運休が発生。
      - 鹿児島本線：荒木駅構内で道床流出が発生。これにより始発から久留米駅 - 銀水駅間が運休。6時30分頃には二日市駅 - 久留米駅間も運休。同日中に全線運転再開。
      - 佐世保線：武雄温泉駅 - 永尾駅間で築堤崩壊及び線路冠水が発生。これにより肥前山口駅 - 佐世保駅間が始発より運休。早岐駅 - 佐世保駅間は同日中に運転再開。
      - 長崎本線：佐賀駅構内が冠水[498]。鳥栖駅 - 湯江駅間は始発から16時半ごろまで運休。

    - （運転再開） 筑豊本線桂川駅 - 原田駅間（原田線全線）が16時ごろより運行再開。

  - 西日本旅客鉄道[499]
    - （災害） 秋雨前線によるの大雨により運休が発生。
      - 山陰本線：益田駅 - 小串駅間及び仙崎支線全線が午前より運休。
      - 美祢線：厚狭駅 - 長門市駅間（全線）が9時40分より運休。
      - 山口線：宮野駅 - 益田駅間が10時30分より運休。
      - 芸備線：東城駅 - 備後落合駅間が17時10分ごろより運休。
- 29日
  - 西日本旅客鉄道[500]
    - （災害） 秋雨前線による大雨により、山陰本線小串駅 - 幡生駅間、山陽本線新山口駅 - 下関駅間は始発から運休。
    - （運転再開） 芸備線東城駅 - 備後落合駅間は12時48分ごろから運行再開。

  - 九州旅客鉄道[500]
    - （災害） 秋雨前線による九州北部の大雨により、三角線宇土駅 - 三角駅間（全線）が20時ごろから運休。
    - （運転再開） 佐世保線武雄温泉駅 - 早岐駅間は17時40分ごろから運行再開。

  - 松浦鉄道[499]
    - （災害） 秋雨前線による大雨により、運休中の西九州線高岩駅 - いのつき駅間で2箇所目の道床流失が確認された。また、鷹島口駅 - 前浜駅間、たびら平戸口駅 - 西田平駅間で法面崩落も確認された。
    - （運転再開） 西九州線たびら平戸口駅 - 佐世保駅間・伊万里駅 - 有田駅間は15時ごろから運行再開[501][502]。

  - 横浜市交通局
    - （事故） 午前8時35分ごろ、横浜市営地下鉄ブルーライン踊場駅で回送電車（あざみ野発踊場行き、6両編成）が折り返し線前方の壁に衝突した。運転士が居眠りをし、ブレーキをかけられなかったとみられる。ブルーラインは全線で運行に遅れが発生、快速の運転も中止となった[503][504]。
- 30日
  - 西日本旅客鉄道[500]
    - （災害） 秋雨前線による大雨により、山陰本線長門二見駅 - 宇賀本郷駅間で土砂が流入。
    - （運転再開） 山口線宮野駅 - 益田駅間、山陰本線小串駅 - 幡生駅間は始発から、美祢線厚狭駅 - 長門市駅間は12時45分ごろから、山陰本線益田駅 - 滝部駅間は午後から運行再開。

  - 九州旅客鉄道[500]
    - （災害） 秋雨前線による九州北部の大雨により佐世保線肥前山口 - 武雄温泉駅間で線路冠水が発生。
    - （運転再開） 唐津線久保田駅 - 唐津駅間は始発から、三角線宇土駅 - 三角駅間（全線）は7時ごろから運行再開。

  - 松浦鉄道
    - （運転再開） 西九州線たびら平戸口駅 - 伊万里駅間は始発から運行再開[505]。
- 31日
  - 西日本旅客鉄道[506]
    - （運転再開） 山陰本線滝部駅 - 小串駅間は始発から運行再開。

  - 九州旅客鉄道[506]
    - （運転再開） 筑肥線山本駅 - 伊万里駅間、佐世保線肥前山口駅 - 武雄温泉駅間は始発から運行再開。

  - 香港MTR
    - （一時休止）この日の2019年逃亡犯条例改正案に対するデモに対応するため、13時半ごろから西営盤駅を閉鎖[507]。また、夜11時ごろに旺角駅・太子駅でデモ参加者と警察の間に大規模な衝突が発生したため、観塘線・荃湾線の列車運行を停止。さらに、12時ごろに港島線・南港島線・将軍澳線の列車運行も停止[508]。

### 9月
- 1日
  - 香港MTR
    - （一時休止・駅破壊）この日の2019年逃亡犯条例改正案に対するデモに対応するため、13時半ごろから空港方面への機場快線の運行を停止。また、夜までに青衣駅及び東涌線東涌駅など12駅の構内施設はデモ参加者に破壊されたことにより、東涌線・迪士尼線など多くの路線の運行を停止[509][510][511]。
- 3日
  - 林務局阿里山林業鉄路
    - （運転再開）阿里山線 嘉義駅 - 十字路駅間（8月16日以降の地震と豪雨による土砂災害で運休していた[490]）
- 5日
  - 京浜急行電鉄
    - （踏切事故・脱線）11時40分ごろ、本線神奈川新町駅 - 仲木戸駅間の神奈川新町第一踏切で、青砥発三崎口行きの快特電車（8両編成）が大型トラックと衝突。トラックの運転手が死亡したほか乗客ら37人が負傷し[512]、先頭車両が進行方向に向かって右側に横転し、3両目までが脱線した。事故の影響で京急川崎駅 - 上大岡駅間は運転を見合わせた[513][514][515][516][517]（上大岡駅 - 横浜駅間は翌6日始発から運転再開[518]）。
- 6日
  - 香港MTR
    - （駅占拠・一時休止・駅破壊）朝から多くの市民が8月31日の夜に太子駅で発生した警察特殊部隊による強制排除に抗議するために、駅長室の前で座り込みデモを行い、MTRに監視カメラの資料の公開を求めた。17時ごろ、MTR側はデモ参加者の増加に対応するために、太子駅を閉鎖。夜10時以降、旺角駅と油麻地駅構内の施設などはデモ参加者によって破壊された[519]。

  - 九州旅客鉄道
    - （車侵入事故）午後2時半ごろ、鹿児島本線東福間駅で、軽乗用車が駅南側のロータリーからフェンスを突き破り、駅構内の線路上に転落した。運転手は負傷した。これにより折尾駅 - 福間駅間は4時間ほど運転を見合わせた[520][521][522]。
- 7日
  - 京浜急行電鉄
    - （運転再開）13時15分、5日に発生した踏切での脱線事故の影響で運休が続いていた横浜駅 - 京急川崎駅で運転再開[523][524]。

  - 香港MTR
    - （一時休止）この日の香港国際空港占拠デモに対応するために、朝9時ごろから、機場快線を香港駅と機場駅間の直通列車に変更[525]。16時ごろ、構内に抗議者が増加したため、太子駅を閉鎖。また、東涌駅の改札機がデモ参加者により破壊された。21時ごろ、旺角駅を閉鎖。22時ごろ、沙田駅・大埔墟駅で警察と市民が衝突したため、23時半ごろから大囲駅 - 火炭駅間の運行を休止。0時半ごろ、将軍澳駅を閉鎖[526]。
- 8日 - （災害・運休）令和元年房総半島台風（台風15号）の影響により関東地方の広範囲にわたり施設被害や運休が発生。[527][527][528]
  - 東海旅客鉄道
    - 東海道新幹線東京駅 - 三島駅間は19時より運休。翌9日に運行再開。
    - 御殿場線全線と身延線西富士宮駅 - 鰍沢口駅間は午後から夜にかけて運休。翌9日に運行再開。

  - 東日本旅客鉄道
    - 総武本線東千葉駅の屋根が倒壊。
    - 東海道線東京駅 - 熱海駅間、京葉線全線、青梅線全線、外房線全線、内房線全線、久留里線全線、伊東線全線が夜より運休。

  - 東武鉄道
    - 全線で夜より運休。翌9日に運行再開。

  - 京王電鉄
    - 全線で夜10時より運休。翌9日に運行再開。

  - 小田急電鉄
    - 全線で夜10時より運休。翌9日に運行再開。

  - 東急電鉄・横浜高速鉄道
    - 全線で夜10時より運休。翌9日に運行再開。

  - 相模鉄道
    - 本線二俣川駅付近で架線損傷が発生。
    - 全線で夜11時より運休。翌9日に運行再開。

  - 東京地下鉄
    - 東西線東陽町駅 - 西船橋駅間は夜11時より運休。翌9日に運行再開。

  - 上信電鉄
    - 上信線南蛇井駅 - 下仁田駅間は夜10時22分より運休。翌9日に運行再開。

  - 箱根登山鉄道
    - 鉄道線全線で夜7時ごろより運休。翌9日に運行再開。

  - 伊豆箱根鉄道
    - 大雄山線全線で夜10時20分ごろより運休。翌9日に運行再開。

  - 伊豆急行
    - 伊豆急行線全線で夜7時ごろより運休。

  - 東京モノレール
    - 東京モノレール羽田空港線全線で夜11時半より運休。翌9日に運行再開。

  - 多摩都市モノレール
    - 多摩都市モノレール線全線で夜11時より運休。翌9日に運行再開。

  - 香港MTR
    - （一時休止・駅破壊）この日のデモに対応するために、午後4時ごろから中環駅を閉鎖。のちに同駅は駅閉鎖に不満を抱いたデモ参加者により破壊・放火された[529]。また、夜10時ごろに旺角駅・太子駅を閉鎖[530]。
- 9日 - （災害・運休）令和元年房総半島台風（台風15号）の影響により関東地方の広範囲にわたり施設被害や運休が発生。[527][531][528][532][533]
  - 東日本旅客鉄道
    - 8日夜から9日始発前、山手線の品川駅 - 大崎駅間で倒木が発生。
    - 東海道線・京浜東北線東神奈川駅付近に飛来物が出現。
    - 常磐線東海駅 - 大甕駅間および総武本線、外房線、内房線、成田線、鹿島線で倒木が発生。
    - 鶴見線扇町駅で線路冠水が発生。
    - 武蔵野線西船橋駅、久留里線東横田駅・横田駅のホーム屋根が破損。
    - 横須賀線横須賀駅 - 衣笠駅間で線路冠水が発生。逗子駅 - 久里浜駅間で送電線断線。
    - 内房線富浦駅付近で土砂が流入。
    - 多くの路線は始発から運休したが、日中に順次運行再開。同日最終の運休区間は中央・総武緩行線幕張駅 - 千葉駅間、総武本線千葉駅 - 銚子駅間、横須賀線大船駅 - 久里浜駅間、久留里線全線及び倒木が発生した外房線全線、内房線全線、成田線全線（支線含む）、東金線全線、鹿島線全線であった。

  - 西武鉄道
    - 8日夜から9日始発前、多摩川線白糸台駅付近で飛来物が出現。9日始発より運休していたが6:30に運転再開。

  - 京成電鉄・芝山鉄道
    - 本線京成成田駅付近で飛来物により架線が切断された。
    - 成田空港線成田湯川駅 - 空港第2ビル駅間で倒木が発生。
    - 多くの路線は始発から運休し、日中に順次運行再開した。同日最終の運休区間は京成本線京成成田駅 - 成田空港駅間と東成田線および芝山鉄道線全線であった。

  - 京王電鉄
    - 井の頭線駒場東大前駅で倒木が発生。同日午前中に運転再開。

  - 京浜急行電鉄
    - 多くの路線は始発から運休したが、日中に順次運行再開した。

  - 鹿島臨海鉄道
    - 東京電力の停電により同日始発から大洗鹿島線全線で運休。同日最終の運休区間は大洗駅 - 鹿島サッカースタジアム駅間であった。

  - 銚子電気鉄道
    - 東京電力の停電により、銚子電気鉄道線全線が運休。

  - 小湊鉄道
    - 小湊鉄道線馬立駅 - 上総牛久駅間および上総牛久駅構内で送電線・通信線断線が発生。月崎駅 - 上総大久保駅間で土砂が流入。また、全線にわたり倒木も多数発生。これらの被害と東京電力の停電により全線が運休。

  - いすみ鉄道
    - いすみ線で倒木・倒竹が発生。これらの被害と東京電力の停電により全線が運休。

  - 湘南モノレール
    - 8日夜から9日始発前、江の島線の複数箇所で倒木が発生。始発より運休したが、同日中に運転再開。

  - 伊豆急行
    - 運休中の伊豆急行線稲梓駅 - 蓮台寺駅間で倒木、架線断線が発生。
- 10日[532][534]
  - 東日本旅客鉄道
    - （運転再開） 中央・総武緩行線幕張駅 - 千葉駅間、総武本線千葉駅 - 佐倉駅間、横須賀線大船駅 - 逗子駅間、外房線千葉駅 - 上総一ノ宮駅間、内房線蘇我駅 - 姉ケ崎駅間は始発から、成田線本線佐倉駅 - 成田駅間・同空港支線成田駅 - 成田空港駅間は朝6時から、東金線全線は朝6時半から、成田線我孫子支線成田駅 - 我孫子駅間は朝7時から、横須賀線逗子駅 - 久里浜駅間は午後4時ごろから運行再開。

  - 京成電鉄・芝山鉄道
    - （運転再開） 本線京成成田駅 - 成田空港駅間、東成田線および芝山鉄道線全線は始発から運行再開。

  - 鹿島臨海鉄道
    - （運転再開） 大洗鹿島線大洗駅 - 新鉾田駅間は始発から、新鉾田駅 - 鹿島サッカースタジアム駅間は午後5時50分ごろから運転再開。

  - 銚子電気鉄道
    - （運転再開） 銚子電気鉄道線銚子駅 - 犬吠駅間は始発から、犬吠駅 - 外川駅間は午後1時ごろから運転再開。

  - 伊豆急行
    - （運転再開） 伊豆急行線伊東駅 - 伊豆高原駅間は始発から、伊豆高原駅 - 河津駅間は午前9時ごろから、河津駅 - 伊豆急下田駅間は夜8時から運転再開。
- 11日
  - 東日本旅客鉄道
    - （運転再開） 内房線姉ケ崎駅 - 木更津駅間は始発から、総武本線佐倉駅 - 成東駅間は午後1時ごろから、内房線木更津駅 - 君津駅間は午後3時40分ごろから運行再開[535][536]。
- 12日
  - 東日本旅客鉄道[536][537]
    - （災害） 久留里線久留里駅 - 平山駅間で法肩の一部が崩壊したことが判明。
    - （運転再開） 成田線成田駅 - 松岸駅間は朝5時20分ごろから、総武本線成東駅 - 銚子駅間および鹿島線全線は朝6時ごろから、外房線上総一ノ宮駅 - 勝浦駅間は朝6時35分ごろから運行再開。

  - コンゴ民主共和国国立鉄道
    - （脱線事故） 午後3時ごろ、タンガニーカ州マイバリディ付近の大湖沼線で脱線事故が発生。50人以上が死亡[538]。
- 13日
  - パリ地下鉄
    - （運転停止） マクロン政権が進める年金改革に反対するストライキにより、パリ地下鉄の16路線のうち10路線（2号線・3号線・3bis線・5号線・6号線・7bis線・10号線・11号線・12号線・13号線）[539]が運行停止[540]。パリ交通公団は夜8時以降に自動運転システムを採る1号線と14号線だけが運行するとも宣告した[541]。

  - 東日本旅客鉄道[542]
    - （運転再開） 内房線君津駅 - 佐貫町駅間・館山駅 - 安房鴨川駅間、外房線勝浦駅 - 安房鴨川駅間は朝6時から、内房線佐貫町駅 - 館山駅間は朝8時ごろから運行再開。

  - 小湊鉄道
    - （運転再開） 午後9時10分ごろより小湊鉄道線五井駅 - 上総山田駅間で運転再開[543]。

  - いすみ鉄道
    - （運転再開） 午後5時20分よりいすみ線大原駅 - 大多喜駅間で運転再開[543]。
- 14日
  - いすみ鉄道
    - （運転再開） 午後4時50分ごろよりいすみ鉄道線大多喜駅 - 上総中野駅間で運転再開[544]。
- 17日
  - 香港MTR
    - （脱線事故）朝8時ごろ、東鉄線列車（上水発紅磡行き、12両編成）が紅磡駅に到着する直前、駅北側の転轍機付近で4両目から6両目が脱線した。4両目と5両目の間の連結部が破断し、列車が2つに分離した。この事故により少なくとも5人が負傷し、病院に搬送された。また、同線の紅磡 - 旺角東駅間は運転を見合わせ、西鉄線のダイヤにも乱れが発生した[545]。

  - 小湊鉄道
    - （運転再開） 午後4時30分ごろより小湊鉄道線上総牛久駅 - 里見駅間で運転再開[546]。
- 18日
  - 小湊鉄道
    - （運転再開） 午後7時10分ごろより小湊鉄道線上総山田駅 - 上総牛久駅間で運転再開[546]。
- 20日
  - 東日本旅客鉄道
    - （運転再開） 午後7時44分ごろより久留里線木更津駅 - 久留里駅間で運転再開[547]。
- 21日
  - 小湊鉄道
    - （運転再開） 始発より小湊鉄道線里見駅 - 上総中野駅間で運転再開[547]。
- 22日 - （災害・運休）台風第17号の影響により九州地方・中国地方で広範囲にわたり運休が発生。[548][549]
  - 西日本旅客鉄道
    - 山陽新幹線小倉駅 - 博多駅間は夜9時20分ごろより運休。翌日午前3時過ぎに運行再開。
    - 山陰本線益田駅 - 下関駅間・宇部線全線・美祢線全線・小野田線居能駅 - 小野田駅間・山口線全線は午後6時より、山陽本線岩国駅 - 下関駅間は夜8時半より運休。翌日より運行再開。

  - 九州旅客鉄道
    - 日豊本線南霧島信号場 - 国分駅間で倒木が発生。
    - 九州新幹線熊本駅 - 鹿児島中央駅間、日南線田吉駅 - 志布志駅間、指宿枕崎線山川駅 - 枕崎駅間、唐津線全線、筑肥線全線、長崎本線鳥栖駅 - 佐賀駅間・肥前山口駅 - 長崎駅間、佐世保線全線、大村線全線、日豊本線佐伯駅 - 日向市駅間・西都城駅 - 鹿児島中央駅間、肥薩線八代駅 - 人吉駅間、鹿児島本線鳥栖駅 - 大牟田駅間は運休。うち九州新幹線・日豊本線国分駅 - 鹿児島中央駅区間・肥薩線は当日より、日南線・指宿枕崎線・唐津線・筑肥線・長崎本線・佐世保線・大村線竹松駅 - 諫早駅区間・日豊本線西都城駅 - 国分駅区間・鹿児島本線は翌日より運行再開。

  - 四国旅客鉄道
    - 予土線窪川駅 - 近永駅間は午後5時ごろより運休。翌日始発より運行再開。

  - 熊本電気鉄道
    - 菊池線全線・藤崎線全線は午後5時より運休。翌日始発より運行再開。

  - 松浦鉄道
    - 西九州線全線は始発より運休。翌日始発より運行再開。

  - 島原鉄道
    - 島原鉄道線全線は停電により、午後2時半ごろより運休。翌日午後1時ごろより愛野駅 - 島原外港駅間で運行再開。

  - くま川鉄道
    - 湯前線全線は朝5時半ごろより運休。当日午後4時半ごろより運行再開。

  - 長崎電気軌道
    - 全路線は午後6時より運休。翌日始発より運行再開。

  - 筑豊電気鉄道
    - 筑豊電気鉄道線全線は夜11時半ごろより運休。翌日始発より運行再開。

  - 西日本鉄道
    - 天神大牟田線全線・太宰府線全線・貝塚線全線・甘木線全線は夜8時半より運休。翌日より運行再開。

  - 一畑電車
    - 北松江線全線・大社線全線は夜8時より運休。翌日午前10時20分より運行再開。
- 23日 - （災害・運休）台風第17号の影響により九州地方の広範囲にわたり施設被害が確認された。[548][549][550]
  - 九州旅客鉄道・日本貨物鉄道
    - 日豊本線延岡駅構内の電力設備が突風の影響により損傷。

  - 九州旅客鉄道
    - 大村線川棚駅 - 彼杵駅間で道床流出が発生。
    - 日田彦山線田川後藤寺駅 - 添田駅間で電柱が倒壊。これにより同区間は始発から午後2時半ごろまで運休。
    - 鹿児島本線南荒尾駅 - 長洲駅間で塩害によるき電トリップが発生。これにより大牟田駅 - 熊本駅間は始発から10時ごろまで運休。
    - 筑豊本線原田駅 - 桂川駅間で倒木が発生。これにより同区間は始発から午後1時半ごろまで運休。

  - 西日本旅客鉄道
    - 福知山線新三田駅 - 谷川駅間は始発から朝6時半ごろまで運休。
    - 大糸線南小谷駅 - 糸魚川駅間は朝9時ごろから午後4時まで運休。
    - 七尾線津幡駅 - 七尾駅間は午後2時半から午後6時20分まで運休。

  - 東日本旅客鉄道
    - 信越本線柏崎駅 - 柿崎駅間、越後線吉田駅 - 柏崎駅間、弥彦線東三条駅 - 吉田駅間は午後から夜にかけて一時運休。
    - 米坂線坂町駅 - 羽前椿駅間は午後5時より、羽越本線酒田駅 - 秋田駅間は午後6時より運休。翌日始発より運行再開。

  - 北海道旅客鉄道
    - 函館本線新函館北斗駅 - 長万部駅間、室蘭本線苫小牧駅 - 長万部駅間・東室蘭駅 - 室蘭駅間は午後3時より、根室本線釧路駅 - 根室駅間は夜7時より運休。翌日朝8時より運行再開。

  - 山陽電気鉄道
    - 本線東二見駅 - 高砂駅間は始発から朝7時40分ごろまで一時運休。

  - 広島電鉄
    - 市内線全線、宮島線全線は始発から朝6時半ごろまで一時運休。

  - 万葉線
    - 万葉線全線は午後1時45分から午後5時15分ごろまで一時運休。

  - あいの風とやま鉄道
    - あいの風とやま鉄道線富山駅 - 泊駅間は午後3時20分ごろから午後5時50分ごろまで一時運休。
- 24日
  - 島原鉄道
    - （運転再開） 始発より島原鉄道線諫早駅 - 愛野駅間で運転再開[549]。
- 27日
  - 九州旅客鉄道
    - （運転再開） 始発より大村線早岐駅 - 竹松駅間で運転再開[551]。

### 10月
- 1日
  - 香港MTR
    - （一時休止・駅破壊）中国の国慶節当日のデモの激化により、香港MTRの94駅のうち47駅が順次閉鎖。一部の駅施設はデモ参加者により火炎瓶を投げられ炎上した[552][553]。
- 2日
  - 韓国鉄道公社
    - （運行中止）平和列車はASF（アフリカ豚熱病）発病による拡散憂慮及び坡州市の要請により、龍山駅-都羅山駅間で別途指示日まで運行中止。[554]
- 3日 - （災害・運休）台風第18号の影響により四国地方・北陸地方などに運休が発生。[555][556]
  - 四国旅客鉄道
    - 土讃線伊野駅 - 窪川駅間は始発から午後3時15分ごろまで一時運休。
    - 予土線窪川駅 - 江川崎駅間は始発から午後4時50分ごろまで一時運休。
    - 土讃線阿波池田駅 - 土佐山田駅間・高知駅 - 伊野駅間は午前8時30分から一時運休。うち高知駅 - 伊野駅間は午後3時15分ごろに、阿波池田駅 - 大歩危駅間は午後4時45分ごろに、大歩危駅 - 土佐山田駅間は夜7時35分ごろに運転再開。
    - 土讃線土佐山田駅 - 後免駅間は午前11時45分ごろから夜7時35分ごろまで一時運休。
    - 牟岐線阿南駅 - 牟岐駅間は午後1時45分ごろから午後5時25分ごろまで一時運休。

  - 西日本旅客鉄道
    - 大糸線南小谷駅 - 糸魚川駅間は午後4時50分ごろから運休。翌4日始発から運転再開。
    - 播但線寺前駅 - 和田山駅間は夜7時ごろから運休。翌4日8時15分ごろより運転再開。
    - 高山本線笹津駅 - 越中八尾駅間は夜7時50分ごろから夜11時25分ごろまで一時運休。

  - 東海旅客鉄道
    - 紀勢本線尾鷲駅 - 熊野市駅間は夜7時45分ごろから夜10時50分ごろまで一時運休。

  - えちごトキめき鉄道
    - 日本海ひすいライン市振駅 - 糸魚川駅間は夜7時10分ごろから運休。翌4日始発から運転再開。

  - あいの風とやま鉄道
    - あいの風とやま鉄道線石動駅 - 市振駅間は夜9時から運休。翌4日始発から運転再開。
- 4日
  - 東海旅客鉄道
    - （災害・運休）台風第18号の影響により、中央本線中津川駅 - 木曽福島駅間、高山本線下麻生駅 - 高山駅間、太多線全線は始発から8時前まで一時運休[555][556]。

  - 香港MTR
    - （運転休止）当日のデモの激化により、夜10時半から全路線は運転停止[557][558]。

  - 香港MTR・中国鉄路
    - （列車破壊）夜11時ごろ、粉嶺駅に停車中の広州東行き城際直通車の窓はデモ参加者により破壊された[559]。
- 5日
  - 中国鉄路
    - （運転休止）香港のデモの影響により、城際直通車の広州東駅 - 香港紅磡駅間は運転休止[560][561][562][563]。
- 6日
  - 香港MTR
    - （運転再開）4日のデモの影響により運転停止した馬鞍山線・迪士尼線以外のMTR路線、45のMTR駅と大部分の軽鉄路線は再開。馬鞍山線、迪士尼線、軽鉄705線・751線・614線・615線及び途中駅を含む48のMTR駅は引き続き休止[558]。

  - 中国鉄路
    - （運転休止）香港のデモの影響により、広州東駅 - 香港紅磡駅間の一部の城際直通車は運転休止[564][565]。
- 10日
  - 仁川交通公社
    - （不具合・運行中断）月尾海列車は動力伝達装置の摩耗により、午後5時37分と午後7時45分の2回もわたり、月尾公園駅付近で運行中断[566][567]。
- 11日
  - 韓国鉄道公社
    - （ストライキ）午前9時から全国鉄道労働組合が主導する3日間のストライキは開始し、期間中の従業員数が平時の約60%となる予定である。ストライキ中に首都圏電鉄の運行本数は平時の88.1％、KTXは72.4％、セマウル号は61.8％となる見通しである[568]。

  - 東日本旅客鉄道
    - （運転再開）久留里線 久留里駅 - 上総亀山駅 (9.6 km) （令和元年房総半島台風のため2019年9月9日から不通）[569][570]
- 12日 - （災害・運休）令和元年東日本台風（台風19号）の影響により広範囲にわたり運休が発生。[571][572][573][574][575][576]
  - 東日本旅客鉄道
    - 久留里線全線は始発から運休。
    - 中央本線高尾駅 - 塩山駅間、青梅線青梅駅 - 奥多摩駅間は午前7時5分ごろから運休。
    - 伊東線全線は午前9時から運休。翌13日正午ごろから運転再開。
    - 東海道線東京駅 - 熱海駅間、横須賀線全線、京葉線全線、相模線全線、総武本線佐倉駅 - 銚子駅間、成田線我孫子支線我孫子駅 - 成田駅間・成田線本線成田駅 - 銚子駅間、内房線君津駅 - 安房鴨川駅間、外房線上総一ノ宮駅 - 安房鴨川駅間、東金線全線、鹿島線全線、中央本線塩山駅 - 小淵沢駅間は午前10時から運休。うち成田線、鹿島線は翌13日午前9時ごろから、総武本線、内房線君津駅 - 上総湊駅間、東金線は翌13日午前9時ごろから、京葉線、東海道線、相模線、外房線上総一ノ宮駅 - 勝浦駅間は翌13日正午ごろから、横須賀線は翌13日午後3時から、内房線上総湊駅 - 館山駅間は翌13日午後6時ごろから運転再開。
    - 総武快速線東京駅 - 千葉駅間、総武本線千葉駅 - 佐倉駅間、成田線佐倉駅 - 成田空港駅間、横浜線全線、八高線全線、外房線千葉駅 - 上総一ノ宮駅間、内房線蘇我駅 - 君津駅間は午前11時から運休。うち成田線、横浜線、内房線は翌13日午前9時ごろから、総武本線、八高線八王子駅 - 高麗川駅間・寄居駅 - 高崎駅間、外房線は翌13日正午ごろから運転再開。
    - 山田線全線、北上線全線、宇都宮線全線、高崎線全線、常磐線上野駅 - 水戸駅間、中央線快速東京駅 - 高尾駅間、中央本線小淵沢駅 - 塩尻駅間、京浜東北・根岸線全線、武蔵野線全線、埼京線全線、吾妻線全線、川越線全線（埼京線直通系統・八高線直通系統とも）、烏山線全線、青梅線立川駅 - 青梅駅間、飯山線全線、篠ノ井線全線、大糸線松本駅 - 南小谷駅間、小海線全線、大船渡線全線、上越線宮内駅 - 水上駅間、釜石線全線、大湊線全線は12時ごろから運休。うち宇都宮線、高崎線、常磐線上野駅 - 土浦駅間、中央線快速東京駅 - 高尾駅間、中央本線上諏訪駅 - 塩尻駅間、京浜東北・根岸線、武蔵野線、川越線、青梅線、篠ノ井線塩尻駅 - 松本駅間、大糸線松本駅 - 信濃大町駅間、埼京線は翌13日正午ごろから、大船渡線、北上線、常磐線土浦駅 - 水戸駅間、山田線盛岡駅 - 上米内駅間は翌13日午後6時から7時の間に、釜石線花巻駅 - 遠野駅間は翌13日夜8時半ごろから運転再開。
    - 山手線全線、常磐線水戸駅 - いわき駅間、南武線全線、上越線高崎駅 - 水上駅間、信越本線高崎駅 - 横川駅間、両毛線全線、日光線全線、水戸線全線、水郡線全線（常陸太田支線含む）、五日市線全線、鶴見線全線、花輪線全線は午後1時から2時の間に順次運休。うち山手線は翌13日午前8時4分から、上越線高崎駅 - 渋川駅間、信越本線、南武線、両毛線新前橋駅 - 桐生駅間、五日市線、鶴見線は翌13日正午ごろから、常磐線は翌13日夜7時から運転再開。
    - 上越新幹線全線、北陸新幹線高崎駅 - 長野駅間、東北新幹線全線、山形新幹線全線、秋田新幹線全線午後2時半から4時の間に順次運休。うち上越新幹線は翌13日午前9時23分から、秋田新幹線盛岡駅 - 秋田駅間は翌13日午前10時7分から、東北新幹線は翌13日午後4時5分から、北陸新幹線は翌13日夜8時39分から運転再開。
    - 八戸線全線、東北本線黒磯駅 - 盛岡駅間及び利府支線全線、陸羽東線全線、陸羽西線全線、左沢線全線、常磐線いわき駅 - 仙台駅間、仙山線全線、仙石線全線、石巻線全線、気仙沼線全線、米坂線米沢駅 - 今泉駅間、磐越西線郡山駅 - 喜多方駅間、磐越東線全線、只見線会津若松駅 - 会津川口駅間、羽越本線新津駅 - 酒田駅間、奥羽本線福島駅 - 院内駅間、只見線只見駅 - 小出駅間、弥彦線全線、越後線全線は午後3時から5時の間に順次運休。うち越後線吉田駅 - 新潟駅間、羽越本線新発田駅 - 村上駅間、弥彦線は翌13日正午ごろから、羽越本線村上駅 - 酒田駅間、東北本線名取駅 - 仙台駅間は翌13日午後3時半ごろから、仙石線あおば通駅 - 多賀城駅間は翌13日午後5時から、羽越本線新津駅 - 新発田駅間は翌13日夜8時半ごろから運転再開。
    - 磐越西線喜多方駅 - 新津駅間、北陸新幹線長野駅 - 上越妙高駅間、信越本線直江津駅 - 新潟駅間、白新線全線は午後6時ごろから運休。うち信越本線、白新線、磐越西線馬下駅 - 新津駅間は翌13日正午ごろから運転再開。

  - 東海旅客鉄道
    - 東海道新幹線東京駅 - 名古屋駅間は始発から、名古屋駅 - 新大阪駅間は午前7時50分ごろから運休。翌13日始発から運転再開。
    - 御殿場線全線、身延線富士駅 - 鰍沢口駅間、東海道本線熱海駅 - 豊橋駅間、名松線全線、紀勢本線亀山駅 - 新宮駅間、参宮線全線は始発から運休。うち東海道本線、御殿場線、身延線富士駅 - 西富士宮駅間は翌13日正午ごろから、紀勢本線、参宮線は翌13日正午ごろから、名松線は翌13日午後5時18分から運転再開。
    - 武豊線全線、飯田線全線、東海道本線豊橋駅 - 米原駅間及び美濃赤坂支線全線、関西本線名古屋 - 亀山駅間は午前8時から10時の間に順次運休。武豊線、東海道本線、関西本線は翌13日始発から、飯田線豊橋駅 - 豊川駅間は翌13日6時45分から、飯田線豊川駅 - 辰野駅間、関西本線は翌13日正午ごろから運転再開。
    - 中央本線中津川駅 - 名古屋駅間は午前11時ごろから運休。翌13日始発から運転再開。
    - 太多線全線、身延線鰍沢口駅 - 甲府駅間、中央本線塩尻駅 - 中津川駅間、高山本線岐阜駅 - 猪谷駅間は12時ごろから運休。うち高山本線岐阜駅 - 美濃太田駅間は翌13日始発から、中央本線中津川駅 - 木曽福島駅間、高山本線美濃太田駅 - 猪谷駅間は翌13日正午ごろから、中央本線塩尻駅 - 木曽福島駅間は翌13日午後3時35分から、身延線は翌13日午後5時21分から運転再開。

  - 西日本旅客鉄道
    - 紀勢本線新宮駅 - 紀伊田辺駅間は始発から、紀伊田辺駅 - 御坊駅間は朝6時20分ごろから運休。翌13日始発から運転再開。
    - 山陰本線香住駅 - 浜坂駅間、和歌山線王寺駅 - 橋本駅間、関西本線亀山駅 - 加茂駅間、草津線全線、桜井線全線、湖西線和邇駅 - 近江塩津駅間、北陸本線近江塩津駅 - 敦賀駅間は午前8時から11時の間に順次運休。うち草津線、山陰本線、湖西線、関西本線柘植駅 - 加茂駅間、桜井線、和歌山線は翌13日始発から、北陸本線は翌13日午前9時37分から、関西本線亀山駅 - 柘植駅間は翌13日正午ごろから運転再開。
    - 山陽新幹線新大阪駅 - 岡山駅間は午前11時40分ごろから運休。翌13日始発から運転再開。
    - 小浜線全線、山陰本線浜坂駅 - 東浜駅間、舞鶴線全線、湖西線山科駅 - 和邇駅間は12時ごろから運休。うち舞鶴線、山陰本線、湖西線は翌13日始発から、小浜線は翌13日正午ごろから運転再開。
    - 伯備線新見駅 - 伯耆大山駅間、山陰本線園部駅 - 香住駅間・浜田駅 - 益田駅間、福知山線新三田駅 - 福知山駅間、因美線全線は午後1時から3時の間に順次運休。うち福知山線、山陰本線、因美線、伯備線は翌13日始発から運転再開。
    - 大糸線南小谷駅 - 糸魚川駅間、高山本線猪谷駅 - 富山駅間、城端線全線、氷見線全線、七尾線全線は午後3時ごろから運休。うち七尾線は翌13日午前8時12分から、高山本線、氷見線、城端線は翌13日午後3時ごろから運転再開。
    - 越美北線全線、北陸本線敦賀駅 - 金沢駅間、北陸新幹線上越妙高駅 - 金沢駅間は午後6時ごろから運休。うち越美北線、北陸本線は翌13日午前9時10分ごろから、北陸新幹線富山駅 - 金沢駅間は翌13日始発から、北陸新幹線糸魚川駅 - 富山駅間は翌13日午後1時19分ごろから運転再開。
    - 紀勢本線御坊駅 - 和歌山市駅間、和歌山線橋本駅 - 和歌山駅間、小野田線全線（本山支線含む）、播但線寺前駅 - 和田山駅間、可部線全線、宇部線宇部新川駅 - 宇部駅間は一時運休。当日中に運転再開。

  - 四国旅客鉄道
    - 牟岐線全線は始発から運休。翌13日始発から運転再開。

  - 東武鉄道
    - 伊勢崎線全線、亀戸線全線、大師線全線、桐生線全線、小泉線全線、佐野線全線、日光線全線、鬼怒川線全線、宇都宮線全線、野田線全線、東上線全線、越生線全線は午後1時から運休。うち東上線池袋駅 - 川越市駅間は翌13日午前6時半から、越生線は翌13日午前7時39分から、東上線川越市駅 - 坂戸駅間・森林公園駅 - 寄居駅間は翌13日午前8時ごろから、伊勢崎線、亀戸線、大師線、桐生線、小泉線、日光線東武動物公園駅 - 南栗橋駅間は翌13日午前10時ごろから、野田線は翌13日午前11時ごろから、東上線坂戸駅 - 森林公園駅間、日光線下今市駅 - 東武日光駅間は翌13日午後5時ごろから、日光線栃木駅 - 新鹿沼駅間、鬼怒川線、宇都宮線は翌13日夜から運転再開。

  - 西武鉄道
    - 池袋線飯能駅 - 吾野駅間、西武秩父線全線は午前10時ごろから運休。翌13日午後1時44分から運転再開。
    - 池袋線池袋駅 - 飯能駅間、新宿線全線、西武園線全線、国分寺線全線、多摩湖線全線、西武有楽町線全線、豊島線全線、狭山線全線、拝島線全線、多摩川線全線、山口線全線は午後2時半ごろから運休。うち池袋線、豊島線、狭山線、山口線は翌13日始発から、新宿線所沢駅 - 本川越駅間は翌13日午前5時半ごろから、多摩川線、新宿線西武新宿駅 - 所沢駅間、西武園線、国分寺線、多摩湖線、西武有楽町線、拝島線は翌13日午前7-8時ごろから運転再開。

  - 京成電鉄・北総鉄道・芝山鉄道
    - 本線、東成田線・芝山鉄道線、押上線、千葉線、千原線、金町線、北総線・成田スカイアクセス線は午後5時45分ごろから順次全線運休。翌13日始発から運転再開。

  - 京王電鉄
    - 京王線全線、相模原線全線、高尾線全線、競馬場線全線、動物園線全線、井の頭線全線は午後2時から運休。うち井の頭線は翌13日始発から、京王線、相模原線、競馬場線は翌13日8時半から運転再開。

  - 東急電鉄・横浜高速鉄道
    - みなとみらい線は午前11時半から、東横線、目黒線、田園都市線、大井町線、東急多摩川線、池上線、こどもの国線は12時20分ごろから全線運休。うち目黒線目黒駅 - 奥沢駅間は翌13日始発から、池上線、こどもの国線、目黒線奥沢駅 - 日吉駅間、東横線・みなとみらい線、田園都市線、東急多摩川線、大井町線は翌13日午前5時-8時の間に順次運転再開。

  - 京浜急行電鉄
    - 本線全線、空港線全線、大師線全線、逗子線全線、久里浜線全線は午後3時15分ごろから運休。翌13日午前6時45分-8時30分の間に順次運転再開。

  - 小田急電鉄
    - 小田原線全線、江ノ島線全線、多摩線全線は12時から運休。うち小田原線小田原駅 - 新松田駅間・秦野駅 - 新宿駅間、江ノ島線、多摩線は翌13日午後0時30分に運転再開。

  - 相模鉄道
    - 本線全線、いずみ野線全線は午前11時から運休。うち本線、いずみ野線二俣川駅 - いずみ野駅間は翌13日始発から、いずみ野線いずみ野駅 - 湘南台駅間は翌13日午前5時半ごろから運転再開。

  - 東京地下鉄
    - 丸ノ内線茗荷谷駅 - 銀座駅間、日比谷線北千住駅 - 南千住駅間、東西線東陽町駅 - 西船橋駅間、千代田線北千住 - 北綾瀬駅間、有楽町線和光市駅 - 地下鉄成増駅間・豊洲駅 - 新木場駅間、副都心線和光市駅 - 地下鉄成増駅間は午後2時ごろから運休。翌13日午前7時から運転再開。
    - 東西線中野駅 - 高田馬場駅間は夜8時から運休。翌13日午前7時から運転再開。
    - 日比谷線恵比寿駅 - 中目黒駅間は夜9時ごろから運休。翌13日午前7時から運転再開。

  - 東京都交通局
    - 上野懸垂線全線は始発から運休。翌13日午後1時10分に運転再開。
    - 新宿線大島駅 - 本八幡駅間、三田線本蓮沼駅 - 西高島平駅間、都電荒川線全線、日暮里・舎人ライナー全線は午後2時ごろから運休。翌13日午前7時から8時の間に順次運転再開。

  - 横浜市交通局
    - ブルーライン全線、グリーンライン全線は午後2時から運休。翌13日始発から運転再開。

  - 青い森鉄道
    - 青い森鉄道線全線は午後6時50分から運休。

  - IGRいわて銀河鉄道
    - いわて銀河鉄道線全線は午後6時半から運休。翌13日午後5時24分から運転再開。

  - 三陸鉄道
    - リアス線全線は始発から運休。

  - 仙台空港鉄道
    - 仙台空港線全線は午後3時から運休。翌13日午後4時から運転再開。

  - 会津鉄道
    - 会津線全線は午後5時45分から運休。翌13日午後1時28分から運転再開。

  - 福島交通
    - 飯坂線全線は午後6時23分から運休。翌13日始発から運転再開。

  - 山形鉄道
    - フラワー長井線全線は午後4時40分から運休。

  - 阿武隈急行
    - 阿武隈急行線全線は午後5時10分から運休。

  - 新京成電鉄
    - 新京成線全線は午後6時31分から運休。翌13日始発から運転再開。

  - 野岩鉄道
    - 会津鬼怒川線全線は午後1時4分から運休。翌13日午後3時14分から運転再開。

  - 埼玉高速鉄道
    - 埼玉高速鉄道線全線は午後5時33分から運休。翌13日午前6時53分から運転再開。

  - 首都圏新都市鉄道
    - つくばエクスプレス全線は午後2時10分から運休。翌13日午前8時から運転再開。

  - 東京モノレール
    - 東京モノレール羽田空港線全線は午後5時15分から運休。翌13日始発から運転再開。

  - 千葉都市モノレール
    - 1号線全線、2号線全線は12時33分から運休。翌13日午前6時2分から運転再開。

  - 多摩都市モノレール
    - 多摩都市モノレール線全線は12時半から運休。翌13日始発から運転再開。

  - 湘南モノレール
    - 江の島線全線は午後2時から運休。翌13日午前6時20分から運転再開。

  - 埼玉新都市交通
    - 伊奈線（ニューシャトル）全線は午後5時57分から運休。翌13日始発から運転再開。

  - 山万
    - ユーカリが丘線全線は午後4時56分から運休。翌13日7時30分から運転再開。

  - ゆりかもめ
    - 東京臨海新交通臨海線全線は午後2時から運休。翌13日始発から運転再開。

  - 横浜シーサイドライン
    - 金沢シーサイドライン全線は午後1時48分から運休。翌13日始発から運転再開。

  - 東京臨海高速鉄道
    - りんかい線全線は12時から運休。翌13日午前5時31分から運転再開。

  - 東葉高速鉄道
    - 東葉高速線全線は午後3時から運休。翌13日始発から運転再開。

  - 舞浜リゾートライン
    - ディズニーリゾートライン全線は夜9時11分から運休。翌13日始発から運転再開。

  - 鹿島臨海鉄道
    - 大洗鹿島線全線は午後2時半から運休。うち大洗駅 - 鹿島神宮駅間は翌13日午前11時3分に運転再開。

  - ひたちなか海浜鉄道
    - 湊線全線は12時から運休。翌13日午後5時25分から運転再開。

  - 関東鉄道
    - 常総線全線、竜ヶ崎線全線は午後1時から運休。うち常総線下妻駅 - 下館駅間は翌13日午後2時半から、常総線取手駅 - 下妻駅間は翌13日午後5時24分から、竜ヶ崎線は翌13日始発から運転再開。

  - 流鉄
    - 流山線全線は午後2時前から運休。翌13日始発から運転再開。

  - 真岡鐵道
    - 真岡線全線は午前10時から運休。

  - 上毛電気鉄道
    - 上毛線全線は午後5時40分から運休。翌13日始発から運転再開。

  - 上信電鉄
    - 上信線南蛇井駅 - 下仁田駅間は午前7時55分から、高崎駅 - 南蛇井駅間は午後0時13分から運休。うち高崎駅 - 南蛇井駅間は翌13日午前7時13分から、南蛇井駅 - 下仁田駅間は翌13日午後4時56分から運転再開。

  - わたらせ渓谷鐵道
    - わたらせ渓谷線大間々駅 - 間藤駅間は始発から、桐生駅 - 大間々駅間は午後1時半から運休。翌13日午前11時4分から運転再開。

  - 秩父鉄道
    - 秩父本線影森駅 - 三峰口駅間は午前9時20分から、羽生駅 - 影森駅間は午後2時34分から運休。うち羽生駅 - 熊谷駅間は翌13日午前8時41分から運転再開、熊谷駅 - 寄居駅間は翌13日午後0時21分から、寄居駅 - 影森駅間は翌13日午後5時4分から運転再開。

  - 銚子電気鉄道
    - 銚子電気鉄道線全線は始発から運休。うち銚子駅 - 君ヶ浜駅間は翌13日午後2時から運転再開。

  - 小湊鉄道
    - 小湊鉄道線上総牛久駅 - 上総中野駅間は始発から、五井駅 - 上総牛久駅間は午後1時20分から運休。

  - いすみ鉄道
    - いすみ線全線は始発から運休。

  - 江ノ島電鉄
    - 江ノ島電鉄線全線は午後2時から運休。翌13日始発から運転再開。

  - 箱根登山鉄道
    - 鉄道線箱根湯本駅 - 強羅駅間および鋼索線全線は午前8時から、鉄道線小田原駅 - 箱根湯本駅間は午前11時15分から運休。うち鉄道線小田原駅 - 箱根湯本駅間は翌13日午後6時37分から運転再開。

  - 御岳登山鉄道
    - 鋼索線全線は始発から運休。

  - 大山観光電鉄
    - 大山鋼索線全線は始発から運休。

  - 伊豆急行
    - 伊豆急行線全線は午前8時53分から運休。翌13日午前10時53分から運転再開。

  - 伊豆箱根鉄道
    - 大雄山線全線は午後1時15分から、駿豆線全線は始発から運休。うち駿豆線三島駅 - 大場駅間および大雄山線は翌13日始発から、駿豆線大場駅 - 修善寺駅間は翌13日午後5時22分から運転再開。

  - 富士急行
    - 富士急行線全線は午前10時から運休。翌13日午前6時40分ごろから運転再開。

  - えちごトキめき鉄道
    - 妙高はねうまライン全線は午後2時から、日本海ひすいライン全線は午後5時半から運休。うち妙高はねうまライン二本木駅 - 直江津駅間および日本海ひすいラインは翌13日正午ごろから運転再開。

  - 北越急行
    - ほくほく線全線は午後5時9分から運休。翌13日午後0時4分から運転再開。

  - 万葉線
    - 万葉線全線は午後2時52分から運休。翌13日始発から運転再開。

  - 黒部峡谷鉄道
    - 本線全線は午後2時56分から運休。翌13日午後0時28分から運転再開。

  - あいの風とやま鉄道
    - あいの風とやま鉄道線倶利伽羅駅 - 富山駅間は午後5時から、富山駅 - 市振駅間は夜7時から運休。翌13日午前9時から運転再開。

  - のと鉄道
    - 七尾線全線は午後2時半から運休。翌13日午前9時27分から運転再開。

  - IRいしかわ鉄道
    - IRいしかわ鉄道線津幡駅 - 倶利伽羅駅間は午後5時半から運休。翌13日午前7時16分から運転再開。

  - 福井鉄道
    - 福武線全線は午後5時から運休。翌13日始発から運転再開。

  - えちぜん鉄道
    - 三国芦原線全線は午後5時半から、勝山永平寺線全線は午後5時半から運休。うち三国芦原線福井駅 - 西長田ゆりの里駅間及び勝山永平寺線は翌13日午前7時前から、三国芦原線西長田ゆりの里駅 - 三国港駅間は翌13日午後3時7分から運転再開。

  - 長野電鉄
    - 長野線全線は午後6時半から運休。

  - しなの鉄道
    - 北しなの線全線は午前11時11分から、しなの鉄道線全線は午後1時から運休。

  - アルピコ交通
    - 上高地線全線は午後0時1分から運休。翌13日午前9時22分から運転再開。

  - 上田電鉄
    - 別所線全線は午後3時2分から運休。

  - 名古屋鉄道
    - 名古屋本線全線、豊川線全線、蒲郡線全線、西尾線全線、三河線全線、豊田線全線、常滑線全線、空港線全線、河和線全線、知多新線全線、築港線全線、瀬戸線全線、津島線全線、尾西線全線、竹鼻線全線、羽島線全線、犬山線全線、小牧線全線、広見線全線、各務原線全線は午前から順次運休。翌13日始発から全路線運転再開。

  - 岳南電車
    - 岳南線全線は始発から運休。翌13日午前8時51分から運転再開。

  - 静岡鉄道
    - 静岡清水線全線は12時ごろから運休。翌13日始発から運転再開。

  - 大井川鐵道
    - 大井川本線全線・井川線全線は始発から運休。うち大井川本線は翌13日午前9時から、井川線は翌13日午前10時から運転再開。

  - 天竜浜名湖鉄道
    - 天竜浜名湖線全線は始発から運休。うち掛川駅 - 宮口駅間は翌13日午前8時47分から、宮口駅 - 新所原駅間は翌13日午前10時21分から運転再開。

  - 遠州鉄道
    - 鉄道線全線は始発から運休。翌13日始発から運転再開。

  - 豊橋鉄道
    - 渥美線全線・東田本線全線は午前9時ごろから運休。翌13日始発から運転再開。

  - 愛知環状鉄道
    - 愛知環状鉄道線全線は12時10分から運休。翌13日始発から運転再開。

  - 東海交通事業
    - 城北線全線は午前10時15分から運休。翌13日始発から運転再開。

  - 名古屋臨海高速鉄道
    - あおなみ線全線は午前11時前から運休。翌13日始発から運転再開。

  - 愛知高速交通
    - 東部丘陵線全線は午後1時ごろから運休。翌13日始発から運転再開。

  - 名古屋ガイドウェイバス
    - ガイドウェイバス志段味線全線は午前10時半から運休。翌13日始発から運転再開。

  - 明知鉄道
    - 明知線全線は午前10時3分から運休。翌13日午前6時52分から運転再開。

  - 長良川鉄道
    - 越美南線全線は午前11時53分から運休。翌13日始発から運転再開。

  - 樽見鉄道
    - 樽見線全線は午前9時31分から運休。翌13日始発から運転再開。

  - 伊勢鉄道
    - 伊勢線全線は午前9時59分から運休。翌13日始発から運転再開。

  - 三岐鉄道
    - 三岐線全線・北勢線全線は午前9時から9時半の間に運休。翌13日始発から運転再開。

  - 伊賀鉄道
    - 伊賀線上野市駅 - 伊賀神戸駅間は午前11時ごろから、伊賀上野駅 - 上野市駅間は12時31分から運休。同日中に運転再開。

  - 近畿日本鉄道
    - 鳥羽線五十鈴川駅 - 鳥羽駅間、志摩線全線は午前10時半から運休。同日中に運転再開。

  - 阪神電気鉄道
    - 本線西宮駅 - 神戸三宮駅間は午前11時50分から運休。同日中に運転再開。

  - 神戸電鉄
    - 粟生線小野駅 - 粟生駅間は午後0時55分から運休。同日中に運転再開。

  - 叡山電鉄
    - 鞍馬線二軒茶屋駅 - 鞍馬駅間は午前11時20分から運休。同日中に運転再開。

  - WILLER TRAINS
    - 宮福線全線は12時から、宮津線全線は午後3時から運休。翌13日午前8時15分ごろから運転再開。

  - 信楽高原鐵道
    - 信楽線全線は始発から運休。翌13日午前7時31分ごろから運転再開。

  - 紀州鉄道
    - 紀州鉄道線全線は午前10時から運休。同日中に運転再開。

  - 若桜鉄道
    - 若桜線全線は午後1時8分から運休。翌13日午前7時4分ごろから運転再開。
- 13日 -  （災害・運休）令和元年東日本台風（台風19号）の影響による被害が明らかになった[574][575][576]。
  - 北海道旅客鉄道
    - 根室本線釧路駅 - 根室駅間は午前8時から運休。同日午後6時56分から運転再開。

  - 東日本旅客鉄道[577]
    - 北陸新幹線の長野新幹線車両センターは千曲川の決壊により、電気設備及び留置車両10本が浸水。
    - 中央本線の四方津駅 - 梁川駅間で土砂流入が発生。
    - 両毛線の大平下駅 - 栃木駅間の永野川橋りょうの橋台の背面路盤が流出。これにより桐生駅 - 小山駅間はしばらく運休する予定。
    - 水郡線の袋田駅 - 常陸大子駅間の第六久慈川橋りょう、磐城浅川駅 - 里白石駅間の第二社川橋りょうが流出。西金駅 - 上小川駅間の第二久慈川橋りょうが傾斜[578]。
    - 横須賀線は午後3時から運転再開。武蔵小杉駅構内が冠水したため、同駅のみ停車中止。翌14日始発より武蔵小杉駅の停車を再開[579]。
    - 外房線の勝浦駅 - 安房鴨川駅間で倒木が発生。
    - 奥羽本線院内駅 - 横手駅間・秋田駅 - 東能代駅間、男鹿線全線は始発から運休[573]。うち奥羽本線追分駅 - 東能代駅間は同日正午ごろから、男鹿線は同日午後5時から運転再開。

  - 東海旅客鉄道
    - 身延線の内船駅 - 甲斐大島駅間で土砂が流入、下部温泉駅 - 甲斐常葉駅間の道床が流失。
    - 中央本線の塩尻駅 - 木曽福島駅間で倒木が発生。

  - 東武鉄道
    - 日光線の静和変電所が浸水。静和駅で道床が流出。北鹿沼駅 - 板荷駅間の黒川橋りょうの築堤が流出。
    - 鬼怒川線の鬼怒立岩信号場 - 新藤原駅間で発生した倒木により架線断線。
    - 宇都宮線の安塚駅 - 西川田駅間の姿川橋りょうの袖石が流出。
    - 東上本線の高坂駅 - 東松山駅間で線路冠水。

  - 京王電鉄
    - 高尾線のめじろ台駅 - 狭間駅間で土砂流入が発生。
    - 動物園線の高幡不動駅 - 多摩動物公園駅間で土砂流入が発生。

  - 小田急電鉄
    - 小田原線の渋沢駅 - 新松田駅間で道床流出及び電化柱傾斜が発生。

  - ひたちなか海浜鉄道
    - 湊線の高田の鉄橋駅構内の線路が冠水。

  - 上信電鉄
    - 上信線の千平駅 - 下仁田駅間で土砂流入が発生。

  - 秩父鉄道
    - 秩父本線の皆野駅構内および波久礼駅 - 樋口駅間の線路が冠水。和銅黒谷駅 - 武州原谷駅間の道床が流出。影森駅 - 三峰口駅間で線路陥没・法面崩壊が発生。

  - 小湊鉄道
    - 小湊鉄道線の月崎駅 - 上総大久保駅間で土砂が流入、高圧線断線。

  - 箱根登山鉄道
    - 鉄道線の宮ノ下駅 - 小涌谷駅間で土砂流入が発生。蛇骨陸りょうが流出。上大平台信号場 - 仙人台信号場間で石が流入。

  - えちごトキめき鉄道
    - 妙高はねうまラインの関山駅 - 二本木駅間で法面崩壊が発生。

  - 北越急行
    - ほくほく線の大池いこいの森駅 - くびき駅間で倒木による架線支障が発生。

  - 上田電鉄
    - 別所線の上田駅 - 城下駅間の千曲川橋梁の橋台が流失し、橋梁が落下[580]。城下駅 - 三好町駅間で飛来物が発生。

  - 長野電鉄
    - 長野線全線は千曲川の氾濫による影響を受けた。

  - しなの鉄道
    - しなの鉄道線全線、北しなの線全線は千曲川の氾濫による影響を受けた。

  - 由利高原鉄道
    - 鳥海山ろく線全線は始発から運休。同日午後1時54分に運転再開。
- 14日 - 令和元年東日本台風（台風19号）の影響による被害が明らかになった[576][581][582][583]。
  - 東日本旅客鉄道
    - （災害）八戸線の陸中中野駅構内の路盤が流失。
    - （災害）東北本線の瀬峰駅 - 梅ヶ沢駅間に土砂が流入。松山町駅構内の道床が流失。
    - （災害）仙山線の国見駅 - 葛岡駅間等に土砂が流入。
    - （災害）青梅線の沢井駅 - 御嶽駅間に土砂が流入。
    - （災害）吾妻線の長野原草津口駅 - 大前駅間に土砂が流入し、電化柱が倒壊。
    - （運転再開）大湊線全線、上越線渋川駅 - 水上駅間、烏山線全線、八高線高麗川駅 - 寄居駅間、内房線館山駅 - 安房鴨川駅間、両毛線桐生駅 - 足利駅間、吾妻線渋川駅 - 中之条駅間、東北本線一ノ関駅 - 盛岡駅間、奥羽本線米沢駅 - 横手駅間、仙石線多賀城駅 - 東塩釜駅間、花輪線全線、常磐線いわき駅 - 富岡駅間・浪江駅 - 原ノ町駅間は始発から運転再開。
    - （運転再開）中央本線甲府駅 - 上諏訪駅間、篠ノ井線松本駅 - 明科駅間・篠ノ井駅 - 長野駅間及び大糸線信濃大町駅 - 南小谷駅間は午前6時ごろから、米坂線坂町駅 - 小国駅間、八戸線八戸駅 - 階上駅間と水戸線全線は午前7時半ごろから、日光線全線は午前8時40分から、山形新幹線全線、奥羽本線福島駅 - 米沢駅間、上越線水上駅 - 長岡駅間、外房線勝浦駅 - 安房鴨川駅間、青梅線青梅駅 - 奥多摩駅間、只見線大白川駅 - 小出駅間は正午ごろから、中央本線大月駅 - 甲府駅間、山田線上米内駅 - 宮古駅間は午後2時から、磐越西線野沢駅 - 馬下駅間、釜石線遠野駅 - 釜石駅間は午後3時半ごろから、越後線柏崎駅 - 吉田駅間は夜7時ごろから、久留里線全線は夜9時ごろから運転再開。

  - 東海旅客鉄道
    - （運転再開）身延線西富士宮駅 - 鰍沢口駅間は始発から運転再開。

  - 西日本旅客鉄道
    - （運転再開）大糸線糸魚川駅 - 南小谷駅間は午前6時ごろから運転再開。

  - 東武鉄道
    - （災害）佐野線の渡瀬駅 - 田島駅間の道床が流失。
    - （運転再開）日光線南栗橋駅 - 栗橋駅間は午後0時33分から運転再開。

  - 京王電鉄
    - （運転再開）高尾線全線は午後0時38分から運転再開。

  - 青い森鉄道
    - （運転再開）青い森鉄道線全線は始発から運転再開。

  - 三陸鉄道
    - （運転再開）リアス線盛駅 - 釜石駅間は始発から運転再開。

  - 鹿島臨海鉄道
    - （運転再開）大洗鹿島線水戸駅 - 大洗駅間は始発から運転再開。

  - 真岡鐵道
    - （運転再開）真岡線全線は始発から運転再開。

  - 銚子電気鉄道
    - （運転再開）銚子電気鉄道線君ヶ浜駅 - 外川駅間は始発から運転再開。

  - 長野電鉄
    - （運転再開）長野線全線は始発から運転再開。

  - しなの鉄道
    - （運転再開）しなの鉄道線小諸駅 - 軽井沢駅間は始発から運転再開。

  - 山形鉄道
    - （運転再開）フラワー長井線荒砥駅 - 長井駅間は始発から運転再開。

  - 北越急行
    - （運転再開）ほくほく線虫川大杉駅 - 犀潟駅間は午前5時32分から運転再開。

  - いすみ鉄道
    - （運転再開）いすみ線全線は午前8時52分から運転再開。

  - 小湊鉄道
    - （運転再開）小湊鉄道線五井駅 - 上総牛久駅間は午後3時37分から運転再開。

  - 中国鉄路
    - （火災）夜8時ごろ、上海南発開化行きD5689次高速動車組列車は浙江省常山県内の常山駅 - 輝埠駅間を走行中に、後部車両に火災が発生。輝埠駅に臨時停車した後、9時半ごろに鎮火した。この事故による死傷者はなし[584]。
- 15日 - 令和元年東日本台風（台風19号）の影響による被害が明らかになった[583][585][586]。
  - 東日本旅客鉄道
    - （災害）中央本線の高尾駅 - 相模湖駅間で土砂流入・法面崩壊が確認。
    - （災害）篠ノ井線の聖高原駅 - 冠着駅間の路盤・道床が流出し、電柱の基礎が露出。稲荷山駅 - 篠ノ井駅間の道床が流出。
    - （災害）飯山線の替佐駅 - 蓮駅間で土砂が流入。北飯山駅 - 信濃平駅間で延長約20mの路盤が流出。
    - （災害）小海線の野辺山駅 - 信濃川上駅間で倒木・土砂流入が発生。海尻駅 - 松原湖駅間で延長20m程度の護岸、盛土が流出。
    - （運転再開）東北本線黒磯駅 - 新白河駅間・岩沼駅 - 名取駅間・仙台駅 - 一ノ関駅間及び利府支線全線、陸羽東線全線、陸羽西線全線、左沢線全線、仙山線全線、仙石線東塩釜駅 - 石巻駅間、米坂線小国駅 - 米沢駅間、常磐線原ノ町駅 - 仙台駅間、水郡線水戸駅 - 常陸大宮駅間及び菅谷支線全線、石巻線全線、磐越西線会津若松駅 - 野沢駅間、飯山線十日町駅 - 越後川口駅間、篠ノ井線明科駅 - 篠ノ井駅間、小海線野辺山駅 - 小淵沢駅間、気仙沼線前谷地駅 - 柳津駅間は始発から運転再開。
    - （運転再開）磐越西線郡山駅 - 会津若松駅・喜多方駅 - 野沢駅間は午後1時から、只見線只見駅 - 大白川駅間は午後2時40分から運転再開。

  - 西日本旅客鉄道
    - （運転再開）北陸新幹線上越妙高駅 - 糸魚川駅間は始発から運転再開。

  - 小田急電鉄
    - （運転再開）小田原線新松田駅 - 秦野駅間は午後3時から運転再開。

  - しなの鉄道
    - （災害）北しなの線の長野市内の変電所とその付近の線路が浸水[587]。
    - （災害）しなの鉄道線大屋駅 - 田中駅間上空の海野バイパス海野宿橋の崩落が確認[588]。
    - （運転再開）しなの鉄道線篠ノ井駅 - 上田駅間・田中駅 - 小諸駅間は始発から運転再開。

  - 秩父鉄道
    - （災害）秩父本線の影森駅 - 浦山口駅間で線路陥没が、武州日野駅 - 白久駅間で法面崩壊が確認。
    - （運転再開）秩父本線影森駅 - 三峰口駅間は午後2時から運転再開。

  - 小湊鉄道
    - （災害）小湊鉄道線の養老渓谷駅 - 上総中野駅間で倒木が確認。
    - （運転再開）小湊鉄道線上総牛久駅 - 養老渓谷駅間は始発から運転再開。

  - 三陸鉄道
    - （災害）リアス線の複数箇所で被害が確認された。釜石駅 - 両石駅間の路盤が流出。岩手船越駅 - 織笠駅間・払川駅 - 津軽石駅間・八木沢・宮古短大駅 - 磯鶏駅間及び岩手船越駅構内の道床が流出。陸中山田駅 - 豊間根駅間の橋梁の橋脚が露出。磯鶏駅 - 宮古駅間で土砂が流入。
    - （運転再開）リアス宮古駅 - 田老駅間は始発から運転再開。

  - 阿武隈急行
    - （災害）阿武隈急行線の複数箇所で被害が確認された。富野駅 - 兜駅間で土砂流入、コンクリート擁壁崩壊、架線切断が発生。兜駅 - あぶくま駅間で土砂流入、道床流出が発生。あぶくま駅構内の土砂が流出。あぶくま駅 - 丸森駅間で土砂流出、架線切断が発生。
    - （運転再開）阿武隈急行線福島駅 - 梁川駅間は午前11時52分から運転再開。

  - えちごトキめき鉄道
    - （運転再開）妙高はねうまライン妙高高原駅 - 二本木駅間は始発から運転再開。

  - 山形鉄道
    - （運転再開）フラワー長井線長井駅 - 赤湯駅間は始発から運転再開。

  - 上田電鉄
    - （運転再開）別所線下之郷駅 - 別所温泉駅間は午前6時47分から運転再開。
- 16日 - 令和元年東日本台風（台風19号）の影響による被害が明らかになった[589][590]。
  - 東日本旅客鉄道
    - （災害）東北本線の須賀川駅 - 安積永盛駅間で路盤流出。本宮駅 - 杉田駅間で橋りょうの盛土流出、電化柱沈下。
    - （災害）磐越東線の郡山駅 - 舞木駅間で橋りょうの盛土流出。
    - （運転再開）東北本線松川駅 - 藤田駅間・白石駅 - 岩沼駅間、只見線会津若松駅 - 会津川口駅間、両毛線栃木駅 - 小山駅間、吾妻線中之条駅 - 長野原草津口駅間は始発から運転再開。
    - （運転再開）飯山線森宮野原駅 - 十日町駅間は午後4時14分から運転再開。

  - 阿武隈急行
    - （災害）阿武隈急行線の複数箇所で被害が確認された。あぶくま駅 - 丸森駅間で道床流出、土砂流入、信号・電架柱傾斜、架線切断が発生。角田駅 - 横倉駅間の路盤が陥没。岡駅 - 東船岡駅間で土砂崩壊、倒木が発生。

  - 小湊鉄道
    - （運転再開）小湊鉄道線養老渓谷駅 - 上総中野駅間は始発から運転再開。

  - 京王電鉄
    - （運転再開）動物園線は午前10時34分より運転再開。
- 17日
  - 東日本旅客鉄道
    - （運転再開）東北本線藤田駅 - 白石駅間は始発から運転再開 (17.5 km) （令和元年東日本台風のため2019年10月12日から不通）[591]
- 18日
  - 東日本旅客鉄道[592][593][594]
    - （運転再開）東北本線安積永盛駅 - 本宮駅間は始発から運転再開 (18.9 km) （令和元年東日本台風のため2019年10月12日から不通）
    - （運転再開）小海線中込駅 - 小諸駅間は午前6時32分から運転再開 (13.4 km) （令和元年東日本台風のため2019年10月12日から不通）
    - （運転再開）中央本線高尾駅 - 大月駅間は午前11時から運転再開 (34.7 km) （令和元年東日本台風のため2019年10月12日から不通）
    - （災害・運休）八高線丹荘駅 - 群馬藤岡駅間の神流川橋りょうの変位のため、北藤岡駅 - 高麗川駅間は午前11時49分より再び運休。この区間は令和元年台風第19号のため2019年10月12日昼頃より運休していたが、14日始発までに運転再開していた。

  -  しなの鉄道[592]
    - （運転再開） 北しなの線長野駅 - 妙高高原駅間は始発から運転再開 (37.3 km) （令和元年東日本台風のため2019年10月12日から不通）

  -  東武鉄道[594]
    - （運転再開）佐野線館林駅 - 佐野駅間は午後8時55分より運転再開 (11.5 km) （令和元年東日本台風のため2019年10月12日から不通）

  -  サンティアゴ地下鉄
    - （駅破壊・運休）地下鉄運賃の引き上げに反対するデモの激化により、駅構内でチリ軍によるデモ参加者の取締が行われた。多くの駅も放火・破壊にあった[595][596]。
- 19日
  - 東日本旅客鉄道[594]
    - （運転再開）気仙沼線BRT運行区間の前谷地駅 - 陸前戸倉駅間は始発から運転再開（令和元年東日本台風のため2019年10月12日から不通）

  -  東武鉄道[594]
    - （運転再開）日光線栗橋駅 - 栃木駅間は始発より運転再開 (31.0 km) （令和元年東日本台風のため2019年10月12日から不通）
- 20日
  - 東日本旅客鉄道[597]
    - （運転再開）両毛線足利駅 - 岩舟駅間は始発より運転再開 (18.9 km) （令和元年東日本台風のため2019年10月12日から不通）
    - （運転再開）八高線寄居駅 - 高麗川駅間は始発より運転再開 (32.8 km) （令和元年台風第19号通過後の2019年10月18日から再び不通）
    - （運転再開）小海線中込駅 - 小海駅間は始発より運転再開 (17.2 km) （令和元年東日本台風のため2019年10月12日から不通）
- 23日
  -  西日本旅客鉄道
    - （運転再開） 芸備線 中三田駅 - 狩留家駅 (4.5 km) （平成30年7月豪雨のため2018年7月7日から不通）[598][599][600][601][602][603]

  -  阿武隈急行
    - （運転再開） 阿武隈急行線梁川駅 - 富野駅間は始発より運転再開 (3.8 km) （令和元年東日本台風のため2019年10月12日から不通）[604]
- 24日
  -  東日本旅客鉄道
    - （運転再開） 東北本線新白河駅 - 矢吹駅間は始発から運転再開 (18.0 km) （令和元年東日本台風のため2019年10月12日から不通）[605]
    - （運転再開） 飯山線戸狩野沢温泉駅 - 森宮野原駅間は始発から運転再開 (22.2 km) （令和元年東日本台風のため2019年10月12日から不通）[605]

  -  東武鉄道
    - （運転再開） 佐野線佐野駅 - 葛生駅間は始発から運転再開 (10.6 km) （令和元年東日本台風のため2019年10月12日から不通）[605]
    - （運転再開） 日光線新鹿沼駅 - 下今市駅間は始発から運転再開 (20.6 km) （令和元年東日本台風のため2019年10月12日から不通）[605]
- 25日 - 低気圧の接近に伴う大雨により、千葉県を中心に一部の路線で施設被害及び運休が発生[606]。
  -  東日本旅客鉄道
    - （運転再開） 北陸新幹線長野駅 - 上越妙高駅間は始発から運転再開 (59.5 km) （令和元年東日本台風のため2019年10月12日から不通）[607]
    - （災害・運休） 外房線の土気駅 - 大網駅間の路盤が流出。これにより誉田駅 - 勝浦駅間は午後1時より運休。うち上総一ノ宮駅 - 勝浦駅間は翌26日午前8時37分より、誉田駅 - 大網駅間は翌26日午前9時39分より、大網駅 - 上総一ノ宮駅間は翌26日午後0時7分より運転再開。
    - （災害・運休） 総武本線の佐倉駅 - 南酒々井駅間に土砂が流入。これにより佐倉駅 - 成東駅間は午後1時より運休。うち佐倉駅 - 榎戸駅間は翌26日夜9時31分より運転再開。
    - （災害・運休） 成田線の成田駅 - 久住駅間に土砂が流入。これにより成田駅 - 銚子駅間は午後1時より運休。うち滑河駅 - 銚子駅間は翌26日午前5時8分より、成田駅 - 滑河駅間は翌26日夜7時19分より運転再開。
    - （運休） 内房線安房鴨川駅 - 上総湊駅間、外房線勝浦駅 - 安房鴨川駅間、久留里線全線は午前8時から10時の間より運休。うち内房線上総湊駅 - 館山駅間は翌26日午前4時45分より、内房線館山駅 - 南三原駅間は翌26日午前6時54分より、久留里線木更津駅 - 久留里駅間は翌26日午前7時44分より、外房線は翌26日午前8時57分より、内房線南三原駅 - 安房鴨川駅間は翌26日午前9時20分より運転再開。
    - （運休） 内房線君津駅 - 上総湊駅間、東金線全線、鹿島線全線、総武本線千葉駅 - 佐倉駅間、成田線成田駅 - 木下駅間・佐倉駅 - 成田空港駅間は午後1時から2時の間より運休。うち総武本線、成田線佐倉駅 - 成田空港駅間は同日夜8時7分より、成田線成田駅 - 木下駅間は翌26日午前1時45分より、内房線は翌26日午前4時45分より、鹿島線は翌26日午前6時44分より、東金線は翌26日午前8時27分より運転再開。
    - （運休） 常磐線浪江駅 - 原ノ町駅間・いわき駅 - 富岡駅間は午後4時より運休。翌26日午後3時ごろより運転再開。
    - （運休） 常磐線高萩駅 - いわき駅間は午後5時半より運休。翌26日午後0時57分より運転再開。
    - （運休） 仙山線仙台駅 - 愛子駅間は夜7時50分より運休。翌26日始発より運転再開。
    - （運休） 常磐線原ノ町駅 - 岩沼駅間は夜8時25分より運休。うち山下駅 - 岩沼駅間は翌26日午前9時1分より運転再開。
    - （運休） 東北本線福島駅 - 岩沼駅間、石巻線石巻駅 - 女川駅間は夜9時から10時の間より運休。翌26日午前7時から8時の間より運転再開。

  -  京成電鉄
    - （運休） 本線の京成佐倉駅 - 宗吾参道駅間は午後2時22分より3時45分までに一時運休。

  -  鹿島臨海鉄道
    - （災害・運休） 大洗鹿島線の新鉾田駅構内の法面の一部が陥没。徳宿駅 - 新鉾田駅間に土砂が流入。これにより大洗駅 - 鹿島神宮駅間は午後3時12分より運休。うち大洋駅 - 鹿島神宮駅間は翌26日午後1時45分より運転再開。

  -  小湊鉄道
    - （災害・運休） 小湊鉄道線の馬立駅 - 上総牛久駅間・飯給駅 - 月崎駅間の線路が冠水。養老渓谷駅 - 上総中野駅間に土砂が流入し、電化柱が傾斜。これにより全線は午前10時から12時の間より運休。うち五井駅 - 上総牛久駅間は翌26日午後3時8分より運転再開。

  -  銚子電気鉄道
    - （運休） 銚子電気鉄道線全線は午後5時55分より運休。翌26日始発より運転再開。

  -  いすみ鉄道
    - （運休） いすみ線全線は午前9時16分より運休。翌26日午前9時39分より運転再開。
- 26日 - 低気圧の接近に伴う大雨により、一部の路線で施設被害及び運休が発生[606][608][609]。
  -  東日本旅客鉄道
    - （運転再開） 東北本線本宮駅 - 松川駅間は始発から運転再開 (18.8 km) （令和元年東日本台風のため2019年10月12日から不通）
    - （運転再開） 飯山線豊野駅 - 戸狩野沢温泉駅間は始発から運転再開 (27.5 km) （令和元年東日本台風のため2019年10月12日から不通）
    - （災害） 常磐線の相馬駅 - 日立木駅間の盛土が流出。
    - （災害） 久留里線の平山駅 - 上総松丘駅間の土砂が流失。上総松丘駅 - 上総亀山駅間に土砂が流入。
    - （災害） 総武本線の八街駅 - 日向駅間の路盤が流失。

  -  小湊鉄道
    - （災害） 小湊鉄道線の上総牛久駅 - 上総川間駅間の道床が流失。
- 27日
  -  東日本旅客鉄道
    - （運転再開） 常磐線山下駅 - 原ノ町駅間は始発から運転再開（低気圧による大雨のため2019年10月25日より不通）[609]。

  -  鹿島臨海鉄道
    - （運転再開） 大洗鹿島線大洗駅 - 大洋駅間は午後6時から運転再開（低気圧による大雨のため2019年10月25日より不通）[610]。
- 28日
  -  東日本旅客鉄道
    - （運転再開） 総武本線榎戸駅 - 成東駅間は午後0時13分から運転再開（低気圧による大雨のため2019年10月25日より不通）[611]

  -  ソノマ・マリン地区鉄道公社
    - （運休） キンケード山火事による停電のため、ソノマ・マリン地区鉄道公社線全線が運休[612]。
- 29日
  -  東日本旅客鉄道
    - （運転再開） 東北本線矢吹駅 - 安積永盛駅間は始発から運転再開 (18.4 km) （令和元年東日本台風のため2019年10月12日から不通）[613]

  -  ソノマ・マリン地区鉄道公社
    - （運休） キンケード山火事による停電のため、ソノマ・マリン地区鉄道公社線全線が引き続いて運休[614]。
- 30日
  -  ソノマ・マリン地区鉄道公社
    - （運転再開） ソノマ・マリン地区鉄道公社線のサン・ラフォエル駅 - サンタローザ・ダウンタウン駅間で運転再開[615]。
- 31日
  - パキスタン鉄道
    - （爆発・火災） 6時30分ごろ、カラチ発ラーワルピンディー行きのテズガム特急がパンジャーブ州リアカトプル付近を走行中に出火し、旅客車3両が全焼した。多数の乗客は列車から飛び降りたため、少なくとも73人が死亡、40人以上が負傷。原因は車内でのポータブルストーブによる朝食の調理の途中にガス爆発が発生したと見られる[616][617]。

  -  ソノマ・マリン地区鉄道公社
    - （運転再開） ソノマ・マリン地区鉄道公社線のサンタローザ・ダウンタウン駅 - ソノマ郡空港駅間で運転再開。これにより全線が運転再開[618]。

### 11月
- 1日
  -  東日本旅客鉄道
    - （運転再開） 水郡線 常陸大宮駅 - 西金駅 (20.7 km)（令和元年東日本台風のため2019年10月12日から不通）[619]
    - （運転再開） 水郡線 常陸大子駅 - 郡山駅 (86.8 km) （令和元年東日本台風のため2019年10月12日から不通）[619]
    - （運転再開） 小海線 小海駅 - 野辺山駅 (24.9 km) （令和元年東日本台風のため2019年10月12日から不通）[619]
    - （運転再開） 久留里線久留里駅 - 上総亀山駅間は17時50分過ぎから運転再開 (9.6 km) （低気圧による大雨のため2019年10月25日より不通）[620][621]。
- 6日
  -  東日本旅客鉄道
    - （災害） 磐越東線の赤井駅 - いわき駅間の道床流出が確認。
    - （運転再開） 磐越東線 郡山駅 - 小野新町駅 (45.5 km) （令和元年東日本台風のため2019年10月12日から不通）[622]
- 11日
  -  東日本旅客鉄道
    - （運転再開） 両毛線 岩舟駅 - 栃木駅 (8.5 km) （令和元年東日本台風のため2019年10月12日から不通）[623]
- 12日
  -  バングラデシュ鉄道
    - （列車衝突事故） カスバ付近のモンドバッグ駅でダッカ方面行きのトゥルナ・ニシタ特急がチッタゴン方面行きのウダヤン特急と正面衝突した。ウダヤン特急のうち3両が大破し、少なくとも16人が死亡、100人が負傷[624][625]。原因はトゥルナ・ニシタ特急の運転士が信号を無視して冒進したと見られる[626]。
- 15日
  -  しなの鉄道
    - （運転再開） しなの鉄道線 上田駅 - 田中駅 (8.7 km) （令和元年東日本台風のため2019年10月12日から不通）[627][628]
- 16日
  -  東日本旅客鉄道
    - （運転再開） 磐越東線 小野新町駅 - いわき駅 (40.1 km) （令和元年東日本台風のため2019年10月12日から不通）[627][629]

  -  上田電鉄
    - （運転再開） 別所線 城下駅 - 下之郷駅 (5.3 km) （令和元年東日本台風のため2019年10月12日から不通）[627][630]
- 18日
  -  小湊鉄道
    - （運転再開） 小湊鉄道線 上総牛久駅 - 里見駅 (9.3 km) （低気圧による豪雨災害のため2019年10月25日から不通）[627]
- 21日
  -  北海道旅客鉄道
  - （事故・運休）根室本線 野花南駅 - 富良野駅間の架道橋で、トレーラーに積載した重機が接触して架道橋の一部が損壊したため、芦別駅 - 東鹿越駅間の列車、東鹿越駅 - 新得駅間の代行バスが運休。運休となった一部列車・一部代行バスに対し、滝川駅 - 落合駅間で代行バスの運転を開始[注 2][631]
- 27日
  -  東日本旅客鉄道
    - （運転再開） 八高線 寄居駅 - 北藤岡駅 (24.5 km) （令和元年台風第19号による神流川橋りょう変位のため2019年10月18日から不通）[632][633]

  -  会津鉄道
    - （脱線事故） 午前5時50分頃、福島県下郷町の会津線の塔のへつり駅 - 湯野上温泉駅間を走行していた会津高原尾瀬口発会津若松行始発列車（2両編成）が、線路上に流入していた土砂に乗り上げ脱線。当時、列車には乗客11人と運転手が乗っていたが、乗客乗員に負傷者はいなかった。事故当時は、線路脇の法面が幅5m程度に亘り崩れ、土砂が線路上に流入していた。この事故により、会津田島駅 - 会津若松駅間の上下線で終日運転を見合わせた[634]。
- 28日
  -  三陸鉄道
    - （運転再開）リアス線 津軽石駅 - 宮古駅 (9.2 km) （令和元年東日本台風のため2019年10月12日から不通）[632]
- 29日
  -  会津鉄道
    - （運転再開）会津線 会津田島駅 - 会津下郷駅 (10.9 km) （脱線事故・法面崩れのため2019年11月27日から不通）[635]
- 30日
  -  会津鉄道
    - （運転再開）会津線 会津下郷駅 - 会津若松駅 (34.2 km) （脱線事故・法面崩れのため2019年11月27日から不通）[636]

### 12月
- 1日
  -  東日本旅客鉄道
    - （運転再開） 八戸線 階上駅 - 久慈駅 (37.4 km) （令和元年東日本台風のため2019年10月12日から不通）[632][637]
- 3日
  -  北海道旅客鉄道
- 5日
  -  フランス国鉄、パリ交通公団
    - （運転休止・減便）TGVをはじめとするフランス国内の鉄道の多くが職員によるストライキにより運休。国鉄の多くの路線は通常時の10分の1に減便。パリメトロは9日までに運休の見通し[638][639]。
- 6日
  - 阿武隈急行
    - （運転再開）阿武隈急行線 丸森駅 - 槻木駅 (17.4 km) （令和元年東日本台風のため2019年10月12日から不通）[640][641]
- 8日
  - 九州旅客鉄道
    - （人身事故）午前11時50分ごろ、九州新幹線の新八代駅の南に約110メートルの上り線を通過するつばめ322号の最後尾にいる車掌は線路内に人が倒れているのを発見した。これにより熊本駅 - 鹿児島中央駅間の九州新幹線は上下線とも午後4時ごろまでに運転を見合わせた[642][643]。
- 12日
  - 廈門軌道交通
    - （路面陥没・駅冠水）午後9時50分ごろ、廈門軌道交通1号線呂厝駅直上の工事現場および付近の道路の路面約500 m2が陥没し、これにより自動車2台が巻き込まれた。また、水道管の破裂により大量の水が呂厝駅構内に流れ込み、駅が一時休止[644]。
- 23日
  -  台湾鉄路管理局
    - （駅舎損壊）午後4時10分ごろ、苗栗県後龍鎮にある海岸線・大山駅の駅舎に小型トラックが突っ込んだ。これによりトラック運転手は怪我し、同駅の木造駅舎及び待合室が大破。原因は飲酒運転と見られる[645][646]。
- 24日
  -  会津鉄道
    - （脱線事故）午後7月10分ごろ、福島県下郷町の会津線を走る東武日光発会津若松行き1両編成の車両が塔のへつり駅の数百メートル手前のカーブ付近で脱線した。乗客乗員5人に怪我はなかった[647]。事後の調査で現場付近のレールの幅が通常より4 cmほど広くなることが判明したため、会津若松駅 - 会津高原尾瀬口駅間の全線が運転休止[648]。
- 28日
  -  三陸鉄道
    - （運転再開）リアス線 田老駅 - 田野畑駅 (22.9 km) （令和元年東日本台風のため2019年10月12日から不通）[649][650]

  -  会津鉄道
    - （運転再開）会津線 会津若松駅 - 会津高原尾瀬口駅 (57.4 km) （脱線事故のため2019年12月24日から不通）[648]

  -  小湊鉄道
    - （運転再開） 小湊鉄道線 里見駅 - 月崎駅 (4.1 km) （低気圧による豪雨災害のため2019年10月25日から不通）[649][651]
- 30日
  -  小湊鉄道
    - （運転再開） 小湊鉄道線 月崎駅 - 養老渓谷駅 (5.1 km) （低気圧による豪雨災害のため2019年10月25日から不通）[649][651][652]

## 鉄道車両

### 運転開始・運転終了・さよなら運転
- 2月16日
  -  神戸市交通局
    - （運転開始） 6000形[653][654]
- 2月23日
  -  東京地下鉄
    - （運転開始） 2000系[655][656]

  -  富士急行
    - （さよなら運転） 5000形[657][658]

  -  東日本旅客鉄道
    - （運転終了） 485系「宴」
- 2月28日
  -  鹿児島市交通局
    - （運転終了） 500形電車 504・507号車
- 3月1日
  -  南海電気鉄道
    - （運転開始） N10・20形[659][660][661]
- 3月2日
  -  関東鉄道
    - （運転開始） キハ5020形[662][663]

  -  若桜鉄道
    - （運転開始） WT3000形「八頭」[664]
- 3月10日
  -  上信電鉄
    - （運転開始） 700形[665][666]
- 3月14日
  -  広島電鉄
    - （運転開始） 5200形[667]
- 3月15日
  -  西日本旅客鉄道
    - （運転終了） 117系（紀勢本線）
- 3月16日
  -  西武鉄道
    - （運転開始） 001系[668]

  -  岡山電気軌道
    - （運転開始） 9200形 1081号車（チャギントン電車）[669]

  - 西日本旅客鉄道
    - （運転終了） 117系（和歌山線）

  -  西日本旅客鉄道
    - （運転開始） 227系1000番台

  -  九州旅客鉄道
    - （運転開始）821系[670]
- 3月22日
  -  大阪市高速電気軌道
    - （さよなら運転） 100A系[671]
- 3月28日
  -  日本貨物鉄道
    - （最終運転） EF200形[672]
- 3月30日
  -  長崎電気軌道
    - （さよならパレード運転） 150形、700形[注 3]、1050形[674]
- 4月4日
  -  熊本電気鉄道
    - （運転開始）03形[675]
- 4月20日
  -  相模鉄道
    - （運転開始） 12000系[676]
- 4月27日
  -  養老鉄道
    - （運転開始） 7700系[677]
- 5月6日
  -  近江鉄道
    - （さよなら運転） 700系[678][679]
- 6月7日
  -  西日本旅客鉄道
    - （運転終了） 201系 （大阪環状線・桜島線）[680]
- 7月7日
  -  伊豆急行
    - （さよなら運転） 100系[681]
- 7月30日
  -  熊本電気鉄道
    - （さよなら運転） 200形（3代）[682]
- 8月6日
  -  四国旅客鉄道
    - （運転開始） 2700系[683]
- 9月29日
  -  北海道旅客鉄道
    - （さよなら運転） クリスタルエクスプレス トマム & サホロ（キハ183系5100番台）[684]
- 9月30日
  -  西日本旅客鉄道
    - （運転終了） 105系（和歌山線）
- 10月26日
  - 京成電鉄
    - （運転開始）　京成3100形[685][686]
- 12月1日
  -  東海道新幹線
    - （定期運用終了）　700系新幹線[687][688]。

  -  名古屋鉄道
    - （運転開始）　名鉄9500系[689][690]
- 12月22日
  -  西日本旅客鉄道
    - （さよなら運転） キハ47形「瀬戸内マリンビュー」
- 12月27日
  -  新京成電鉄
    - （営業運転開始）　80000形[691][692][693]

### 新系列・新形式
- 東日本旅客鉄道
  - E261系[694]
- 東海旅客鉄道
  - HC85系[695]
- 西日本旅客鉄道
  - 271系[696]
- 神戸市交通局
  - 6000形
- 東京地下鉄
  - 2000系
- 西武鉄道
  - 001系
- 相模鉄道
  - 12000系
- 小田急電鉄
  - 5000形 (2代)[697]
- 近畿日本鉄道
  - 80000系[698]
- 広島電鉄
  - 5200形
- 関東鉄道
  - キハ5020形
- 九州旅客鉄道
  - 821系
- 南海電気鉄道
  - 南海N10・20形客車
- WILLER TRAINS
  - KTR300形
- 広島高速交通
  - 7000系
- 四国旅客鉄道
  - 2700系

### 譲渡形式
- 上信電鉄 ← 東日本旅客鉄道
  - 700形電車
- 熊本電気鉄道 ← 東京地下鉄
  - 03形電車
- 養老鉄道 ← 東京急行電鉄
  - 7700系電車
- 東京急行電鉄 ← 東日本旅客鉄道
  - マニ50 2186

### 消滅形式
- 東日本旅客鉄道
  - EF60形[699]
- 四国旅客鉄道
  - 121系（7200系への更新完了）
- 九州旅客鉄道
  - キハ31形[699]
- 京浜急行電鉄
  - 800形電車
- 相模鉄道
  - 7000系電車
- 名古屋鉄道
  - 5700系電車
  - 5300系電車

### 受賞
- ブルーリボン賞 - 小田急70000形電車
- ローレル賞 - 相鉄20000系電車・叡山電鉄730形電車「ひえい」